# Lista planetelor minore: 192001–193000

## 192001–192100
| Denumire | Denumire provizorie | Data descoperirii | Locul descoperirii | Descoperitor(i)     |
| -------- | ------------------- | ----------------- | ------------------ | ------------------- |
| 192001 – | 2005 XG112          | 2 decembrie 2005  | Kitt Peak          | M. W. Buie          |
| 192002 – | 2005 XB117          | 1 decembrie 2005  | Mount Lemmon       | Mount Lemmon Survey |
| 192003 – | 2005 YH1            | 21 decembrie 2005 | Catalina           | CSS                 |
| 192004 – | 2005 YH24           | 24 decembrie 2005 | Kitt Peak          | Spacewatch          |
| 192005 – | 2005 YZ24           | 24 decembrie 2005 | Kitt Peak          | Spacewatch          |
| 192006 – | 2005 YO29           | 24 decembrie 2005 | Kitt Peak          | Spacewatch          |
| 192007 – | 2005 YO33           | 24 decembrie 2005 | Kitt Peak          | Spacewatch          |
| 192008 – | 2005 YJ35           | 25 decembrie 2005 | Kitt Peak          | Spacewatch          |
| 192009 – | 2005 YG41           | 21 decembrie 2005 | Kitt Peak          | Spacewatch          |
| 192010 – | 2005 YA42           | 22 decembrie 2005 | Kitt Peak          | Spacewatch          |
| 192011 – | 2005 YP42           | 24 decembrie 2005 | Kitt Peak          | Spacewatch          |
| 192012 – | 2005 YT60           | 22 decembrie 2005 | Kitt Peak          | Spacewatch          |
| 192013 – | 2005 YR61           | 24 decembrie 2005 | Kitt Peak          | Spacewatch          |
| 192014 – | 2005 YV66           | 25 decembrie 2005 | Kitt Peak          | Spacewatch          |
| 192015 – | 2005 YU70           | 27 decembrie 2005 | Mount Lemmon       | Mount Lemmon Survey |
| 192016 – | 2005 YP72           | 24 decembrie 2005 | Kitt Peak          | Spacewatch          |
| 192017 – | 2005 YB77           | 24 decembrie 2005 | Kitt Peak          | Spacewatch          |
| 192018 – | 2005 YV109          | 25 decembrie 2005 | Kitt Peak          | Spacewatch          |
| 192019 – | 2005 YA116          | 25 decembrie 2005 | Kitt Peak          | Spacewatch          |
| 192020 – | 2005 YJ148          | 25 decembrie 2005 | Kitt Peak          | Spacewatch          |
| 192021 – | 2005 YN148          | 25 decembrie 2005 | Kitt Peak          | Spacewatch          |
| 192022 – | 2005 YG158          | 27 decembrie 2005 | Kitt Peak          | Spacewatch          |
| 192023 – | 2005 YK175          | 22 decembrie 2005 | Kitt Peak          | Spacewatch          |
| 192024 – | 2005 YA176          | 22 decembrie 2005 | Kitt Peak          | Spacewatch          |
| 192025 – | 2005 YH193          | 30 decembrie 2005 | Kitt Peak          | Spacewatch          |
| 192026 – | 2005 YM193          | 30 decembrie 2005 | Kitt Peak          | Spacewatch          |
| 192027 – | 2005 YG201          | 22 decembrie 2005 | Kitt Peak          | Spacewatch          |
| 192028 – | 2005 YO211          | 28 decembrie 2005 | Catalina           | CSS                 |
| 192029 – | 2005 YS211          | 28 decembrie 2005 | Catalina           | CSS                 |
| 192030 – | 2005 YS224          | 25 decembrie 2005 | Kitt Peak          | Spacewatch          |
| 192031 – | 2005 YU225          | 26 decembrie 2005 | Kitt Peak          | Spacewatch          |
| 192032 – | 2005 YF247          | 30 decembrie 2005 | Mount Lemmon       | Mount Lemmon Survey |
| 192033 – | 2005 YG247          | 30 decembrie 2005 | Mount Lemmon       | Mount Lemmon Survey |
| 192034 – | 2005 YL269          | 25 decembrie 2005 | Mount Lemmon       | Mount Lemmon Survey |
| 192035 – | 2005 YV273          | 30 decembrie 2005 | Mount Lemmon       | Mount Lemmon Survey |
| 192036 – | 2005 YW273          | 30 decembrie 2005 | Mount Lemmon       | Mount Lemmon Survey |
| 192037 – | 2005 YU274          | 25 decembrie 2005 | Catalina           | CSS                 |
| 192038 – | 2005 YE275          | 25 decembrie 2005 | Mount Lemmon       | Mount Lemmon Survey |
| 192039 – | 2005 YM286          | 30 decembrie 2005 | Kitt Peak          | Spacewatch          |
| 192040 – | 2005 YF287          | 25 decembrie 2005 | Catalina           | CSS                 |
| 192041 – | 2005 YG287          | 29 decembrie 2005 | Socorro            | LINEAR              |
| 192042 – | 2006 AP4            | 4 ianuarie 2006   | Kitt Peak          | Spacewatch          |
| 192043 – | 2006 AK14           | 5 ianuarie 2006   | Mount Lemmon       | Mount Lemmon Survey |
| 192044 – | 2006 AH32           | 5 ianuarie 2006   | Catalina           | CSS                 |
| 192045 – | 2006 AX45           | 5 ianuarie 2006   | Kitt Peak          | Spacewatch          |
| 192046 – | 2006 AE73           | 7 ianuarie 2006   | Anderson Mesa      | LONEOS              |
| 192047 – | 2006 AX78           | 5 ianuarie 2006   | Kitt Peak          | Spacewatch          |
| 192048 – | 2006 AY85           | 11 ianuarie 2006  | Anderson Mesa      | LONEOS              |
| 192049 – | 2006 AU92           | 7 ianuarie 2006   | Mount Lemmon       | Mount Lemmon Survey |
| 192050 – | 2006 AJ93           | 7 ianuarie 2006   | Kitt Peak          | Spacewatch          |
| 192051 – | 2006 AT95           | 9 ianuarie 2006   | Kitt Peak          | Spacewatch          |
| 192052 – | 2006 AU96           | 10 ianuarie 2006  | Catalina           | CSS                 |
| 192053 – | 2006 AV96           | 10 ianuarie 2006  | Catalina           | CSS                 |
| 192054 – | 2006 BO12           | 21 ianuarie 2006  | Kitt Peak          | Spacewatch          |
| 192055 – | 2006 BA36           | 23 ianuarie 2006  | Kitt Peak          | Spacewatch          |
| 192056 – | 2006 BR40           | 21 ianuarie 2006  | Kitt Peak          | Spacewatch          |
| 192057 – | 2006 BC41           | 22 ianuarie 2006  | Anderson Mesa      | LONEOS              |
| 192058 – | 2006 BT43           | 23 ianuarie 2006  | Kitt Peak          | Spacewatch          |
| 192059 – | 2006 BA45           | 23 ianuarie 2006  | Mount Lemmon       | Mount Lemmon Survey |
| 192060 – | 2006 BW58           | 23 ianuarie 2006  | Kitt Peak          | Spacewatch          |
| 192061 – | 2006 BE60           | 26 ianuarie 2006  | Kitt Peak          | Spacewatch          |
| 192062 – | 2006 BY79           | 23 ianuarie 2006  | Kitt Peak          | Spacewatch          |
| 192063 – | 2006 BF83           | 24 ianuarie 2006  | Socorro            | LINEAR              |
| 192064 – | 2006 BX83           | 25 ianuarie 2006  | Kitt Peak          | Spacewatch          |
| 192065 – | 2006 BY83           | 25 ianuarie 2006  | Kitt Peak          | Spacewatch          |
| 192066 – | 2006 BF90           | 25 ianuarie 2006  | Kitt Peak          | Spacewatch          |
| 192067 – | 2006 BT90           | 25 ianuarie 2006  | Kitt Peak          | Spacewatch          |
| 192068 – | 2006 BA93           | 26 ianuarie 2006  | Kitt Peak          | Spacewatch          |
| 192069 – | 2006 BU93           | 26 ianuarie 2006  | Kitt Peak          | Spacewatch          |
| 192070 – | 2006 BH96           | 26 ianuarie 2006  | Kitt Peak          | Spacewatch          |
| 192071 – | 2006 BW96           | 26 ianuarie 2006  | Mount Lemmon       | Mount Lemmon Survey |
| 192072 – | 2006 BG98           | 27 ianuarie 2006  | Kitt Peak          | Spacewatch          |
| 192073 – | 2006 BW98           | 25 ianuarie 2006  | Kitt Peak          | Spacewatch          |
| 192074 – | 2006 BY98           | 25 ianuarie 2006  | Kitt Peak          | Spacewatch          |
| 192075 – | 2006 BW101          | 23 ianuarie 2006  | Mount Lemmon       | Mount Lemmon Survey |
| 192076 – | 2006 BO103          | 23 ianuarie 2006  | Mount Lemmon       | Mount Lemmon Survey |
| 192077 – | 2006 BK116          | 26 ianuarie 2006  | Kitt Peak          | Spacewatch          |
| 192078 – | 2006 BU123          | 26 ianuarie 2006  | Kitt Peak          | Spacewatch          |
| 192079 – | 2006 BC126          | 26 ianuarie 2006  | Kitt Peak          | Spacewatch          |
| 192080 – | 2006 BF139          | 28 ianuarie 2006  | Mount Lemmon       | Mount Lemmon Survey |
| 192081 – | 2006 BW142          | 26 ianuarie 2006  | Kitt Peak          | Spacewatch          |
| 192082 – | 2006 BX145          | 30 ianuarie 2006  | 7300 Observatory   | W. K. Y. Yeung      |
| 192083 – | 2006 BS155          | 25 ianuarie 2006  | Kitt Peak          | Spacewatch          |
| 192084 – | 2006 BV155          | 25 ianuarie 2006  | Kitt Peak          | Spacewatch          |
| 192085 – | 2006 BY163          | 26 ianuarie 2006  | Mount Lemmon       | Mount Lemmon Survey |
| 192086 – | 2006 BL166          | 26 ianuarie 2006  | Mount Lemmon       | Mount Lemmon Survey |
| 192087 – | 2006 BM167          | 26 ianuarie 2006  | Mount Lemmon       | Mount Lemmon Survey |
| 192088 – | 2006 BG169          | 26 ianuarie 2006  | Mount Lemmon       | Mount Lemmon Survey |
| 192089 – | 2006 BM183          | 27 ianuarie 2006  | Anderson Mesa      | LONEOS              |
| 192090 – | 2006 BQ192          | 30 ianuarie 2006  | Kitt Peak          | Spacewatch          |
| 192091 – | 2006 BQ196          | 30 ianuarie 2006  | Kitt Peak          | Spacewatch          |
| 192092 – | 2006 BD200          | 30 ianuarie 2006  | Kitt Peak          | Spacewatch          |
| 192093 – | 2006 BG200          | 31 ianuarie 2006  | Kitt Peak          | Spacewatch          |
| 192094 – | 2006 BH203          | 31 ianuarie 2006  | Kitt Peak          | Spacewatch          |
| 192095 – | 2006 BJ207          | 31 ianuarie 2006  | Mount Lemmon       | Mount Lemmon Survey |
| 192096 – | 2006 BX207          | 31 ianuarie 2006  | Catalina           | CSS                 |
| 192097 – | 2006 BF210          | 31 ianuarie 2006  | Catalina           | CSS                 |
| 192098 – | 2006 BT252          | 31 ianuarie 2006  | Kitt Peak          | Spacewatch          |
| 192099 – | 2006 BS253          | 31 ianuarie 2006  | Kitt Peak          | Spacewatch          |
| 192100 – | 2006 BA269          | 27 ianuarie 2006  | Catalina           | CSS                 |

## 192101–192200
| Denumire         | Denumire provizorie | Data descoperirii | Locul descoperirii | Descoperitor(i)        |
| ---------------- | ------------------- | ----------------- | ------------------ | ---------------------- |
| 192101 –         | 2006 BO270          | 31 ianuarie 2006  | Catalina           | CSS                    |
| 192102 –         | 2006 BY278          | 26 ianuarie 2006  | Kitt Peak          | Spacewatch             |
| 192103 –         | 2006 CL11           | 1 februarie 2006  | Kitt Peak          | Spacewatch             |
| 192104 –         | 2006 CK12           | 1 februarie 2006  | Kitt Peak          | Spacewatch             |
| 192105 –         | 2006 CL18           | 1 februarie 2006  | Kitt Peak          | Spacewatch             |
| 192106 –         | 2006 CE23           | 1 februarie 2006  | Kitt Peak          | Spacewatch             |
| 192107 –         | 2006 CD26           | 2 februarie 2006  | Kitt Peak          | Spacewatch             |
| 192108 –         | 2006 CO29           | 2 februarie 2006  | Kitt Peak          | Spacewatch             |
| 192109 –         | 2006 CK39           | 2 februarie 2006  | Kitt Peak          | Spacewatch             |
| 192110 –         | 2006 CR43           | 2 februarie 2006  | Mount Lemmon       | Mount Lemmon Survey    |
| 192111 –         | 2006 CT44           | 3 februarie 2006  | Kitt Peak          | Spacewatch             |
| 192112 –         | 2006 CX56           | 4 februarie 2006  | Kitt Peak          | Spacewatch             |
| 192113 –         | 2006 CB57           | 4 februarie 2006  | Mount Lemmon       | Mount Lemmon Survey    |
| 192114 –         | 2006 CR66           | 2 februarie 2006  | Kitt Peak          | Spacewatch             |
| 192115 –         | 2006 DG2            | 20 februarie 2006 | Kitt Peak          | Spacewatch             |
| 192116 –         | 2006 DM9            | 21 februarie 2006 | Catalina           | CSS                    |
| 192117 –         | 2006 DF27           | 20 februarie 2006 | Kitt Peak          | Spacewatch             |
| 192118 –         | 2006 DN30           | 20 februarie 2006 | Kitt Peak          | Spacewatch             |
| 192119 –         | 2006 DG32           | 20 februarie 2006 | Mount Lemmon       | Mount Lemmon Survey    |
| 192120 –         | 2006 DB44           | 20 februarie 2006 | Kitt Peak          | Spacewatch             |
| 192121 –         | 2006 DG45           | 20 februarie 2006 | Kitt Peak          | Spacewatch             |
| 192122 –         | 2006 DB53           | 24 februarie 2006 | Kitt Peak          | Spacewatch             |
| 192123 –         | 2006 DJ59           | 24 februarie 2006 | Mount Lemmon       | Mount Lemmon Survey    |
| 192124 –         | 2006 DO59           | 24 februarie 2006 | Mount Lemmon       | Mount Lemmon Survey    |
| 192125 –         | 2006 DB69           | 20 februarie 2006 | Catalina           | CSS                    |
| 192126 –         | 2006 DF74           | 23 februarie 2006 | Anderson Mesa      | LONEOS                 |
| 192127 –         | 2006 DY77           | 24 februarie 2006 | Kitt Peak          | Spacewatch             |
| 192128 –         | 2006 DV94           | 24 februarie 2006 | Kitt Peak          | Spacewatch             |
| 192129 –         | 2006 DN98           | 25 februarie 2006 | Kitt Peak          | Spacewatch             |
| 192130 –         | 2006 DZ101          | 25 februarie 2006 | Kitt Peak          | Spacewatch             |
| 192131 –         | 2006 DD116          | 27 februarie 2006 | Kitt Peak          | Spacewatch             |
| 192132 –         | 2006 DK120          | 21 februarie 2006 | Catalina           | CSS                    |
| 192133 –         | 2006 DZ120          | 22 februarie 2006 | Catalina           | CSS                    |
| 192134 –         | 2006 DJ124          | 24 februarie 2006 | Mount Lemmon       | Mount Lemmon Survey    |
| 192135 –         | 2006 DF159          | 27 februarie 2006 | Kitt Peak          | Spacewatch             |
| 192136 –         | 2006 DS160          | 27 februarie 2006 | Kitt Peak          | Spacewatch             |
| 192137 –         | 2006 DZ187          | 27 februarie 2006 | Kitt Peak          | Spacewatch             |
| 192138 –         | 2006 DX195          | 20 februarie 2006 | Kitt Peak          | Spacewatch             |
| 192139 –         | 2006 DC198          | 25 februarie 2006 | Anderson Mesa      | LONEOS                 |
| 192140 –         | 2006 EV26           | 3 martie 2006     | Kitt Peak          | Spacewatch             |
| 192141 –         | 2006 EB41           | 4 martie 2006     | Kitt Peak          | Spacewatch             |
| 192142 –         | 2006 FB2            | 23 martie 2006    | Catalina           | CSS                    |
| 192143 –         | 2006 FC8            | 23 martie 2006    | Mount Lemmon       | Mount Lemmon Survey    |
| 192144 –         | 2006 FR9            | 24 martie 2006    | RAS                | A. Lowe                |
| 192145 –         | 2006 FG21           | 24 martie 2006    | Mount Lemmon       | Mount Lemmon Survey    |
| 192146 –         | 2006 FP22           | 24 martie 2006    | Mount Lemmon       | Mount Lemmon Survey    |
| 192147 –         | 2006 FS40           | 26 martie 2006    | Kitt Peak          | Spacewatch             |
| 192148 –         | 2006 FK43           | 29 martie 2006    | Socorro            | LINEAR                 |
| 192149 –         | 2006 FV47           | 24 martie 2006    | Anderson Mesa      | LONEOS                 |
| 192150 –         | 2006 GC40           | 6 aprilie 2006    | Socorro            | LINEAR                 |
| 192151 –         | 2006 HD5            | 19 aprilie 2006   | Catalina           | CSS                    |
| 192152 –         | 2006 HC7            | 19 aprilie 2006   | Palomar            | NEAT                   |
| 192153 –         | 2006 HH8            | 19 aprilie 2006   | Kitt Peak          | Spacewatch             |
| 192154 –         | 2006 HN9            | 19 aprilie 2006   | Anderson Mesa      | LONEOS                 |
| 192155 Hargittai | 2006 HZ17           | 21 aprilie 2006   | Piszkéstető        | K. Sárneczky           |
| 192156 –         | 2006 HP42           | 23 aprilie 2006   | Socorro            | LINEAR                 |
| 192157 –         | 2006 VZ113          | 13 noiembrie 2006 | San Marcello       | San Marcello           |
| 192158 Christian | 2006 XF4            | 14 decembrie 2006 | Wildberg           | R. Apitzsch            |
| 192159 –         | 2007 BP16           | 17 ianuarie 2007  | Catalina           | CSS                    |
| 192160 –         | 2007 BX28           | 24 ianuarie 2007  | Nyukasa            | Nyukasa                |
| 192161 –         | 2007 CY3            | 6 februarie 2007  | Mount Lemmon       | Mount Lemmon Survey    |
| 192162 –         | 2007 CN41           | 7 februarie 2007  | Kitt Peak          | Spacewatch             |
| 192163 –         | 2007 CM42           | 7 februarie 2007  | Mount Lemmon       | Mount Lemmon Survey    |
| 192164 –         | 2007 DB11           | 17 februarie 2007 | Kitt Peak          | Spacewatch             |
| 192165 –         | 2007 DG13           | 16 februarie 2007 | Palomar            | NEAT                   |
| 192166 –         | 2007 DJ18           | 17 februarie 2007 | Kitt Peak          | Spacewatch             |
| 192167 –         | 2007 DQ18           | 17 februarie 2007 | Kitt Peak          | Spacewatch             |
| 192168 –         | 2007 DT53           | 19 februarie 2007 | Mount Lemmon       | Mount Lemmon Survey    |
| 192169 –         | 2007 DR75           | 21 februarie 2007 | Kitt Peak          | Spacewatch             |
| 192170 –         | 2007 DV82           | 23 februarie 2007 | Kitt Peak          | Spacewatch             |
| 192171 –         | 2007 DC83           | 24 februarie 2007 | Socorro            | LINEAR                 |
| 192172 –         | 2007 DO105          | 17 februarie 2007 | Kitt Peak          | Spacewatch             |
| 192173 –         | 2007 EF42           | 9 martie 2007     | Kitt Peak          | Spacewatch             |
| 192174 –         | 2007 EG51           | 10 martie 2007    | Palomar            | NEAT                   |
| 192175 –         | 2007 EL72           | 10 martie 2007    | Kitt Peak          | Spacewatch             |
| 192176 –         | 2007 ER149          | 12 martie 2007    | Mount Lemmon       | Mount Lemmon Survey    |
| 192177 –         | 2007 EB182          | 14 martie 2007    | Kitt Peak          | Spacewatch             |
| 192178 Lijieshou | 2007 EA200          | 10 martie 2007    | XuYi               | PMO NEO Survey Program |
| 192179 –         | 2007 EQ210          | 8 martie 2007     | Palomar            | NEAT                   |
| 192180 –         | 2007 ED213          | 14 martie 2007    | Siding Spring      | SSS                    |
| 192181 –         | 2007 EC214          | 12 martie 2007    | Kitt Peak          | Spacewatch             |
| 192182 –         | 2007 EP217          | 11 martie 2007    | Mount Lemmon       | Mount Lemmon Survey    |
| 192183 –         | 2007 FG12           | 17 martie 2007    | Anderson Mesa      | LONEOS                 |
| 192184 –         | 2007 FW35           | 25 martie 2007    | Catalina           | CSS                    |
| 192185 –         | 2007 FS43           | 18 martie 2007    | Kitt Peak          | Spacewatch             |
| 192186 –         | 2007 GA5            | 12 aprilie 2007   | Altschwendt        | W. Ries                |
| 192187 –         | 2007 GF9            | 8 aprilie 2007    | Kitt Peak          | Spacewatch             |
| 192188 –         | 2007 GR9            | 8 aprilie 2007    | Siding Spring      | SSS                    |
| 192189 –         | 2007 GT23           | 11 aprilie 2007   | Kitt Peak          | Spacewatch             |
| 192190 –         | 2007 GG33           | 11 aprilie 2007   | Catalina           | CSS                    |
| 192191 –         | 2007 GH39           | 14 aprilie 2007   | Kitt Peak          | Spacewatch             |
| 192192 –         | 2007 GX45           | 14 aprilie 2007   | Kitt Peak          | Spacewatch             |
| 192193 –         | 2007 GP48           | 14 aprilie 2007   | Kitt Peak          | Spacewatch             |
| 192194 –         | 2007 GW53           | 14 aprilie 2007   | Kitt Peak          | Spacewatch             |
| 192195 –         | 2007 GM71           | 14 aprilie 2007   | Catalina           | CSS                    |
| 192196 –         | 2007 HU2            | 16 aprilie 2007   | Mount Lemmon       | Mount Lemmon Survey    |
| 192197 –         | 2007 HR4            | 19 aprilie 2007   | Great Shefford     | P. Birtwhistle         |
| 192198 –         | 2007 HJ12           | 19 aprilie 2007   | Mount Lemmon       | Mount Lemmon Survey    |
| 192199 –         | 2007 HE25           | 18 aprilie 2007   | Kitt Peak          | Spacewatch             |
| 192200 –         | 2007 HN52           | 20 aprilie 2007   | Kitt Peak          | Spacewatch             |

## 192201–192300
| Denumire              | Denumire provizorie | Data descoperirii  | Locul descoperirii     | Descoperitor(i)                                        |
| --------------------- | ------------------- | ------------------ | ---------------------- | ------------------------------------------------------ |
| 192201 –              | 2007 HA61           | 20 aprilie 2007    | Kitt Peak              | Spacewatch                                             |
| 192202 –              | 2007 HP70           | 19 aprilie 2007    | Kitt Peak              | Spacewatch                                             |
| 192203 –              | 2007 HH90           | 22 aprilie 2007    | Siding Spring          | SSS                                                    |
| 192204 –              | 2007 JN21           | 12 mai 2007        | Tiki                   | S. F. Hönig, N. Teamo                                  |
| 192205 –              | 2007 JJ27           | 9 mai 2007         | Kitt Peak              | Spacewatch                                             |
| 192206 –              | 2007 JR28           | 10 mai 2007        | Mount Lemmon           | Mount Lemmon Survey                                    |
| 192207 –              | 2007 JB33           | 12 mai 2007        | Mount Lemmon           | Mount Lemmon Survey                                    |
| 192208 Tzu Chi        | 2007 JX33           | 11 mai 2007        | Lulin Observatory      | LUSS                                                   |
| 192209 –              | 2007 JL38           | 12 mai 2007        | Mount Lemmon           | Mount Lemmon Survey                                    |
| 192210 –              | 2007 JY41           | 15 mai 2007        | Mount Lemmon           | Mount Lemmon Survey                                    |
| 192211 –              | 2007 KO3            | 17 mai 2007        | Catalina               | CSS                                                    |
| 192212 –              | 2007 LM1            | 5 iunie 2007       | Catalina               | CSS                                                    |
| 192213 –              | 2007 LE28           | 15 iunie 2007      | Kitt Peak              | Spacewatch                                             |
| 192214 –              | 2007 LA34           | 5 iunie 2007       | Catalina               | CSS                                                    |
| 192215 –              | 2007 MH19           | 21 iunie 2007      | Mount Lemmon           | Mount Lemmon Survey                                    |
| 192216 –              | 2007 ML20           | 23 iunie 2007      | Kitt Peak              | Spacewatch                                             |
| 192217 –              | 2007 PT9            | 9 august 2007      | Chante-Perdrix         | Chante-Perdrix                                         |
| 192218 –              | 2007 PX45           | 10 august 2007     | Kitt Peak              | Spacewatch                                             |
| 192219 –              | 2007 RO23           | 3 septembrie 2007  | Catalina               | CSS                                                    |
| 192220 Oicles         | 2007 RZ132          | 14 septembrie 2007 | Taunus                 | Taunus                                                 |
| 192221 –              | 2007 RQ278          | 5 septembrie 2007  | Siding Spring          | SSS                                                    |
| 192222 –              | 2007 RZ281          | 15 septembrie 2007 | Catalina               | CSS                                                    |
| 192223 –              | 2007 VM6            | 3 noiembrie 2007   | Mount Lemmon           | Mount Lemmon Survey                                    |
| 192224 –              | 2007 VO6            | 4 noiembrie 2007   | Mount Lemmon           | Mount Lemmon Survey                                    |
| 192225 –              | 2007 WT20           | 18 noiembrie 2007  | Mount Lemmon           | Mount Lemmon Survey                                    |
| 192226 –              | 2008 AB112          | 15 ianuarie 2008   | Kitt Peak              | Spacewatch                                             |
| 192227 –              | 2008 AD118          | 13 ianuarie 2008   | Catalina               | CSS                                                    |
| 192228 –              | 2008 BE33           | 30 ianuarie 2008   | Kitt Peak              | Spacewatch                                             |
| 192229 –              | 2008 CA12           | 3 februarie 2008   | Kitt Peak              | Spacewatch                                             |
| 192230 –              | 2008 CQ40           | 2 februarie 2008   | Kitt Peak              | Spacewatch                                             |
| 192231 –              | 2008 CK45           | 2 februarie 2008   | Kitt Peak              | Spacewatch                                             |
| 192232 –              | 2008 CN48           | 3 februarie 2008   | Kitt Peak              | Spacewatch                                             |
| 192233 –              | 2008 CV83           | 7 februarie 2008   | Kitt Peak              | Spacewatch                                             |
| 192234 –              | 2008 CS189          | 13 februarie 2008  | Catalina               | CSS                                                    |
| 192235 –              | 2008 CE201          | 13 februarie 2008  | Mount Lemmon           | Mount Lemmon Survey                                    |
| 192236 –              | 2008 CO202          | 8 februarie 2008   | Kitt Peak              | Spacewatch                                             |
| 192237 –              | 2008 DS1            | 24 februarie 2008  | Mount Lemmon           | Mount Lemmon Survey                                    |
| 192238 –              | 2008 DP29           | 26 februarie 2008  | Kitt Peak              | Spacewatch                                             |
| 192239 –              | 2008 DG40           | 27 februarie 2008  | Kitt Peak              | Spacewatch                                             |
| 192240 –              | 2008 DL54           | 27 februarie 2008  | Catalina               | CSS                                                    |
| 192241 –              | 2008 DA70           | 26 februarie 2008  | Mount Lemmon           | Mount Lemmon Survey                                    |
| 192242 –              | 2008 DF85           | 28 februarie 2008  | Kitt Peak              | Spacewatch                                             |
| 192243 –              | 2008 EY32           | 1 martie 2008      | Kitt Peak              | Spacewatch                                             |
| 192244 –              | 2008 EP39           | 4 martie 2008      | Kitt Peak              | Spacewatch                                             |
| 192245 –              | 2008 EG50           | 6 martie 2008      | Mount Lemmon           | Mount Lemmon Survey                                    |
| 192246 –              | 2008 EY57           | 7 martie 2008      | Mount Lemmon           | Mount Lemmon Survey                                    |
| 192247 –              | 2008 EJ98           | 2 martie 2008      | Catalina               | CSS                                                    |
| 192248 –              | 2008 EK99           | 4 martie 2008      | Catalina               | CSS                                                    |
| 192249 –              | 2008 EC119          | 9 martie 2008      | Mount Lemmon           | Mount Lemmon Survey                                    |
| 192250 –              | 2008 FS39           | 28 martie 2008     | Kitt Peak              | Spacewatch                                             |
| 192251 –              | 2008 FF69           | 28 martie 2008     | Mount Lemmon           | Mount Lemmon Survey                                    |
| 192252 –              | 2008 FC70           | 28 martie 2008     | Kitt Peak              | Spacewatch                                             |
| 192253 –              | 2008 FK80           | 27 martie 2008     | Mount Lemmon           | Mount Lemmon Survey                                    |
| 192254 –              | 2008 GB20           | 3 aprilie 2008     | Kitt Peak              | Spacewatch                                             |
| 192255 –              | 2008 GM36           | 3 aprilie 2008     | Kitt Peak              | Spacewatch                                             |
| 192256 –              | 2008 GS54           | 5 aprilie 2008     | Mount Lemmon           | Mount Lemmon Survey                                    |
| 192257 –              | 2008 GD60           | 5 aprilie 2008     | Catalina               | CSS                                                    |
| 192258 –              | 2008 GB76           | 7 aprilie 2008     | Mount Lemmon           | Mount Lemmon Survey                                    |
| 192259 –              | 2008 GR107          | 12 aprilie 2008    | Catalina               | CSS                                                    |
| 192260 –              | 2008 GQ134          | 4 aprilie 2008     | Catalina               | CSS                                                    |
| 192261 –              | 2008 HB6            | 24 aprilie 2008    | Kitt Peak              | Spacewatch                                             |
| 192262 –              | 2008 HO8            | 24 aprilie 2008    | Kitt Peak              | Spacewatch                                             |
| 192263 –              | 2008 HZ16           | 25 aprilie 2008    | Catalina               | CSS                                                    |
| 192264 –              | 2008 HH38           | 28 aprilie 2008    | Socorro                | LINEAR                                                 |
| 192265 –              | 2008 KV15           | 27 mai 2008        | Kitt Peak              | Spacewatch                                             |
| 192266 –              | 2008 KN31           | 29 mai 2008        | Kitt Peak              | Spacewatch                                             |
| 192267 –              | 2008 KT33           | 29 mai 2008        | Mount Lemmon           | Mount Lemmon Survey                                    |
| 192268 –              | 2008 LD12           | 7 iunie 2008       | Kitt Peak              | Spacewatch                                             |
| 192269 –              | 2008 OB4            | 26 iulie 2008      | Siding Spring          | SSS                                                    |
| 192270 –              | 7642 P-L            | 17 octombrie 1960  | Palomar                | C. J. van Houten, I. van Houten-Groeneveld, T. Gehrels |
| 192271 –              | 3310 T-1            | 26 martie 1971     | Palomar                | C. J. van Houten, I. van Houten-Groeneveld, T. Gehrels |
| 192272 –              | 1132 T-2            | 29 septembrie 1973 | Palomar                | C. J. van Houten, I. van Houten-Groeneveld, T. Gehrels |
| 192273 –              | 2299 T-2            | 29 septembrie 1973 | Palomar                | C. J. van Houten, I. van Houten-Groeneveld, T. Gehrels |
| 192274 –              | 1169 T-3            | 17 octombrie 1977  | Palomar                | C. J. van Houten, I. van Houten-Groeneveld, T. Gehrels |
| 192275 –              | 2227 T-3            | 16 octombrie 1977  | Palomar                | C. J. van Houten, I. van Houten-Groeneveld, T. Gehrels |
| 192276 –              | 2498 T-3            | 16 octombrie 1977  | Palomar                | C. J. van Houten, I. van Houten-Groeneveld, T. Gehrels |
| 192277 –              | 3126 T-3            | 16 octombrie 1977  | Palomar                | C. J. van Houten, I. van Houten-Groeneveld, T. Gehrels |
| 192278 –              | 3148 T-3            | 16 octombrie 1977  | Palomar                | C. J. van Houten, I. van Houten-Groeneveld, T. Gehrels |
| 192279 –              | 3153 T-3            | 16 octombrie 1977  | Palomar                | C. J. van Houten, I. van Houten-Groeneveld, T. Gehrels |
| 192280 –              | 3534 T-3            | 16 octombrie 1977  | Palomar                | C. J. van Houten, I. van Houten-Groeneveld, T. Gehrels |
| 192281 –              | 1978 UC7            | 27 octombrie 1978  | Palomar                | C. M. Olmstead                                         |
| 192282 –              | 1979 MY4            | 25 iunie 1979      | Siding Spring          | E. F. Helin, S. J. Bus                                 |
| 192283 –              | 1981 EE3            | 2 martie 1981      | Siding Spring          | S. J. Bus                                              |
| 192284 –              | 1981 EL11           | 7 martie 1981      | Siding Spring          | S. J. Bus                                              |
| 192285 –              | 1981 EU12           | 1 martie 1981      | Siding Spring          | S. J. Bus                                              |
| 192286 –              | 1981 ES15           | 1 martie 1981      | Siding Spring          | S. J. Bus                                              |
| 192287 –              | 1981 EL22           | 2 martie 1981      | Siding Spring          | S. J. Bus                                              |
| 192288 –              | 1981 EF34           | 1 martie 1981      | Siding Spring          | S. J. Bus                                              |
| 192289 –              | 1981 EQ45           | 1 martie 1981      | Siding Spring          | S. J. Bus                                              |
| 192290                | 1989 QT             | 26 august 1989     | Siding Spring          | R. H. McNaught                                         |
| 192291 –              | 1990 QX19           | 17 august 1990     | Palomar                | A. Lowe                                                |
| 192292                | 1990 RC7            | 13 septembrie 1990 | La Silla               | H. Debehogne                                           |
| 192293 Dominikbrunner | 1990 TA2            | 10 octombrie 1990  | Tautenburg Observatory | F. Börngen, L. D. Schmadel                             |
| 192294 –              | 1991 TE15           | 6 octombrie 1991   | Palomar                | A. Lowe                                                |
| 192295 –              | 1991 TN15           | 6 octombrie 1991   | Palomar                | A. Lowe                                                |
| 192296 –              | 1991 TA16           | 6 octombrie 1991   | Palomar                | A. Lowe                                                |
| 192297 –              | 1992 DX9            | 29 februarie 1992  | La Silla               | UESAC                                                  |
| 192298 –              | 1992 ES2            | 6 martie 1992      | Kitt Peak              | Spacewatch                                             |
| 192299 –              | 1992 EW4            | 1 martie 1992      | La Silla               | UESAC                                                  |
| 192300 –              | 1992 SY9            | 27 septembrie 1992 | Kitt Peak              | Spacewatch                                             |

## 192301–192400
| Denumire | Denumire provizorie | Data descoperirii  | Locul descoperirii | Descoperitor(i)                      |
| -------- | ------------------- | ------------------ | ------------------ | ------------------------------------ |
| 192301 – | 1992 SQ10           | 27 septembrie 1992 | Kitt Peak          | Spacewatch                           |
| 192302 – | 1993 BL8            | 21 ianuarie 1993   | Kitt Peak          | Spacewatch                           |
| 192303 – | 1993 FJ7            | 17 martie 1993     | La Silla           | UESAC                                |
| 192304 – | 1993 FK40           | 19 martie 1993     | La Silla           | UESAC                                |
| 192305 – | 1993 FE45           | 19 martie 1993     | La Silla           | UESAC                                |
| 192306 – | 1993 FB80           | 17 martie 1993     | La Silla           | UESAC                                |
| 192307   | 1993 RM16           | 15 septembrie 1993 | La Silla           | H. Debehogne, E. W. Elst             |
| 192308 – | 1993 TK7            | 9 octombrie 1993   | Kitt Peak          | Spacewatch                           |
| 192309 – | 1993 TK26           | 9 octombrie 1993   | La Silla           | E. W. Elst                           |
| 192310 – | 1993 TN26           | 9 octombrie 1993   | La Silla           | E. W. Elst                           |
| 192311 – | 1993 TS29           | 9 octombrie 1993   | La Silla           | E. W. Elst                           |
| 192312 – | 1994 AT9            | 8 ianuarie 1994    | Kitt Peak          | Spacewatch                           |
| 192313 – | 1994 AV13           | 12 ianuarie 1994   | Kitt Peak          | Spacewatch                           |
| 192314 – | 1994 CN1            | 9 februarie 1994   | Farra d'Isonzo     | Farra d'Isonzo                       |
| 192315 – | 1994 JO4            | 3 mai 1994         | Kitt Peak          | Spacewatch                           |
| 192316 – | 1994 JH6            | 4 mai 1994         | Kitt Peak          | Spacewatch                           |
| 192317 – | 1994 PO26           | 12 august 1994     | La Silla           | E. W. Elst                           |
| 192318 – | 1994 RH16           | 3 septembrie 1994  | La Silla           | E. W. Elst                           |
| 192319 – | 1994 RY24           | 5 septembrie 1994  | La Silla           | E. W. Elst                           |
| 192320 – | 1994 RA28           | 5 septembrie 1994  | La Silla           | E. W. Elst                           |
| 192321 – | 1994 SE11           | 29 septembrie 1994 | Kitt Peak          | Spacewatch                           |
| 192322 – | 1994 SN11           | 29 septembrie 1994 | Kitt Peak          | Spacewatch                           |
| 192323 – | 1994 SD12           | 29 septembrie 1994 | Kitt Peak          | Spacewatch                           |
| 192324 – | 1994 TD7            | 4 octombrie 1994   | Kitt Peak          | Spacewatch                           |
| 192325 – | 1994 UL8            | 28 octombrie 1994  | Kitt Peak          | Spacewatch                           |
| 192326 – | 1994 UT8            | 28 octombrie 1994  | Kitt Peak          | Spacewatch                           |
| 192327 – | 1994 VS3            | 1 noiembrie 1994   | Kitt Peak          | Spacewatch                           |
| 192328 – | 1994 WW5            | 28 noiembrie 1994  | Kitt Peak          | Spacewatch                           |
| 192329 – | 1995 BE14           | 31 ianuarie 1995   | Kitt Peak          | Spacewatch                           |
| 192330 – | 1995 BN15           | 31 ianuarie 1995   | Kitt Peak          | Spacewatch                           |
| 192331 – | 1995 CB6            | 1 februarie 1995   | Kitt Peak          | Spacewatch                           |
| 192332 – | 1995 FA             | 21 martie 1995     | Stroncone          | Stroncone                            |
| 192333 – | 1995 FG5            | 23 martie 1995     | Kitt Peak          | Spacewatch                           |
| 192334 – | 1995 GU6            | 6 aprilie 1995     | Kitt Peak          | Spacewatch                           |
| 192335 – | 1995 HD4            | 26 aprilie 1995    | Kitt Peak          | Spacewatch                           |
| 192336 – | 1995 KK3            | 25 mai 1995        | Kitt Peak          | Spacewatch                           |
| 192337 – | 1995 ME2            | 23 iunie 1995      | Kitt Peak          | Spacewatch                           |
| 192338 – | 1995 MM5            | 23 iunie 1995      | Kitt Peak          | Spacewatch                           |
| 192339 – | 1995 OD4            | 22 iulie 1995      | Kitt Peak          | Spacewatch                           |
| 192340 – | 1995 OE14           | 23 iulie 1995      | Kitt Peak          | Spacewatch                           |
| 192341 – | 1995 QF6            | 22 august 1995     | Kitt Peak          | Spacewatch                           |
| 192342 – | 1995 SP14           | 18 septembrie 1995 | Kitt Peak          | Spacewatch                           |
| 192343 – | 1995 SU14           | 18 septembrie 1995 | Kitt Peak          | Spacewatch                           |
| 192344 – | 1995 SY15           | 18 septembrie 1995 | Kitt Peak          | Spacewatch                           |
| 192345 – | 1995 SG24           | 19 septembrie 1995 | Kitt Peak          | Spacewatch                           |
| 192346 – | 1995 ST31           | 21 septembrie 1995 | Kitt Peak          | Spacewatch                           |
| 192347 – | 1995 SK32           | 21 septembrie 1995 | Kitt Peak          | Spacewatch                           |
| 192348 – | 1995 SY37           | 24 septembrie 1995 | Kitt Peak          | Spacewatch                           |
| 192349 – | 1995 SV44           | 25 septembrie 1995 | Kitt Peak          | Spacewatch                           |
| 192350 – | 1995 SW49           | 26 septembrie 1995 | Kitt Peak          | Spacewatch                           |
| 192351 – | 1995 SM51           | 26 septembrie 1995 | Kitt Peak          | Spacewatch                           |
| 192352 – | 1995 SE86           | 26 septembrie 1995 | Kitt Peak          | Spacewatch                           |
| 192353   | 1995 TS1            | 14 octombrie 1995  | Xinglong           | Beijing Schmidt CCD Asteroid Program |
| 192354 – | 1995 TV2            | 15 octombrie 1995  | Kitt Peak          | Spacewatch                           |
| 192355 – | 1995 TL3            | 15 octombrie 1995  | Kitt Peak          | Spacewatch                           |
| 192356 – | 1995 UB12           | 17 octombrie 1995  | Kitt Peak          | Spacewatch                           |
| 192357 – | 1995 UY16           | 17 octombrie 1995  | Kitt Peak          | Spacewatch                           |
| 192358 – | 1995 VT4            | 14 noiembrie 1995  | Kitt Peak          | Spacewatch                           |
| 192359 – | 1995 VY7            | 14 noiembrie 1995  | Kitt Peak          | Spacewatch                           |
| 192360 – | 1995 VN11           | 15 noiembrie 1995  | Kitt Peak          | Spacewatch                           |
| 192361 – | 1995 VB17           | 15 noiembrie 1995  | Kitt Peak          | Spacewatch                           |
| 192362 – | 1995 VC18           | 15 noiembrie 1995  | Kitt Peak          | Spacewatch                           |
| 192363 – | 1995 WR9            | 16 noiembrie 1995  | Kitt Peak          | Spacewatch                           |
| 192364 – | 1995 WB16           | 17 noiembrie 1995  | Kitt Peak          | Spacewatch                           |
| 192365 – | 1995 WU25           | 18 noiembrie 1995  | Kitt Peak          | Spacewatch                           |
| 192366 – | 1995 XP3            | 14 decembrie 1995  | Kitt Peak          | Spacewatch                           |
| 192367 – | 1995 YF25           | 16 decembrie 1995  | Kitt Peak          | Spacewatch                           |
| 192368 – | 1996 AT5            | 12 ianuarie 1996   | Kitt Peak          | Spacewatch                           |
| 192369 – | 1996 AC6            | 12 ianuarie 1996   | Kitt Peak          | Spacewatch                           |
| 192370 – | 1996 AG10           | 13 ianuarie 1996   | Kitt Peak          | Spacewatch                           |
| 192371 – | 1996 AD12           | 14 ianuarie 1996   | Kitt Peak          | Spacewatch                           |
| 192372 – | 1996 AB14           | 15 ianuarie 1996   | Kitt Peak          | Spacewatch                           |
| 192373 – | 1996 BL6            | 18 ianuarie 1996   | Kitt Peak          | Spacewatch                           |
| 192374 – | 1996 BP6            | 19 ianuarie 1996   | Kitt Peak          | Spacewatch                           |
| 192375 – | 1996 BR7            | 19 ianuarie 1996   | Kitt Peak          | Spacewatch                           |
| 192376 – | 1996 EH6            | 11 martie 1996     | Kitt Peak          | Spacewatch                           |
| 192377 – | 1996 EL11           | 12 martie 1996     | Kitt Peak          | Spacewatch                           |
| 192378 – | 1996 FZ10           | 20 martie 1996     | Kitt Peak          | Spacewatch                           |
| 192379 – | 1996 GS6            | 12 aprilie 1996    | Kitt Peak          | Spacewatch                           |
| 192380 – | 1996 GR11           | 14 aprilie 1996    | Kitt Peak          | Spacewatch                           |
| 192381 – | 1996 HT4            | 18 aprilie 1996    | Kitt Peak          | Spacewatch                           |
| 192382 – | 1996 JM8            | 12 mai 1996        | Kitt Peak          | Spacewatch                           |
| 192383 – | 1996 JD10           | 13 mai 1996        | Kitt Peak          | Spacewatch                           |
| 192384 – | 1996 KN2            | 18 mai 1996        | Kitt Peak          | Spacewatch                           |
| 192385 – | 1996 RO12           | 8 septembrie 1996  | Kitt Peak          | Spacewatch                           |
| 192386 – | 1996 RE14           | 8 septembrie 1996  | Kitt Peak          | Spacewatch                           |
| 192387 – | 1996 RV15           | 13 septembrie 1996 | Kitt Peak          | Spacewatch                           |
| 192388 – | 1996 RD29           | 11 septembrie 1996 | La Silla           | Uppsala-DLR Trojan Survey            |
| 192389 – | 1996 RT29           | 12 septembrie 1996 | La Silla           | Uppsala-DLR Trojan Survey            |
| 192390 – | 1996 RO30           | 13 septembrie 1996 | La Silla           | Uppsala-DLR Trojan Survey            |
| 192391   | 1996 TQ2            | 3 octombrie 1996   | Xinglong           | Beijing Schmidt CCD Asteroid Program |
| 192392 – | 1996 TM18           | 4 octombrie 1996   | Kitt Peak          | Spacewatch                           |
| 192393 – | 1996 TT22           | 6 octombrie 1996   | Kitt Peak          | Spacewatch                           |
| 192394 – | 1996 TJ35           | 11 octombrie 1996  | Kitt Peak          | Spacewatch                           |
| 192395 – | 1996 TN36           | 12 octombrie 1996  | Kitt Peak          | Spacewatch                           |
| 192396 – | 1996 XP3            | 1 decembrie 1996   | Kitt Peak          | Spacewatch                           |
| 192397 – | 1996 XZ5            | 7 decembrie 1996   | Oizumi             | T. Kobayashi                         |
| 192398 – | 1996 XL10           | 2 decembrie 1996   | Kitt Peak          | Spacewatch                           |
| 192399 – | 1996 XL29           | 13 decembrie 1996  | Kitt Peak          | Spacewatch                           |
| 192400 – | 1997 AG2            | 3 ianuarie 1997    | Oizumi             | T. Kobayashi                         |

## 192401–192500
| Denumire     | Denumire provizorie | Data descoperirii  | Locul descoperirii | Descoperitor(i)                      |
| ------------ | ------------------- | ------------------ | ------------------ | ------------------------------------ |
| 192401 –     | 1997 AR8            | 2 ianuarie 1997    | Kitt Peak          | Spacewatch                           |
| 192402 –     | 1997 AW12           | 10 ianuarie 1997   | Oizumi             | T. Kobayashi                         |
| 192403 –     | 1997 BQ4            | 31 ianuarie 1997   | Kitt Peak          | Spacewatch                           |
| 192404 –     | 1997 EE19           | 3 martie 1997      | Kitt Peak          | Spacewatch                           |
| 192405 –     | 1997 EU21           | 4 martie 1997      | Kitt Peak          | Spacewatch                           |
| 192406 –     | 1997 EK26           | 4 martie 1997      | Kitt Peak          | Spacewatch                           |
| 192407 –     | 1997 EY30           | 5 martie 1997      | Kitt Peak          | Spacewatch                           |
| 192408 –     | 1997 GD1            | 2 aprilie 1997     | Kitt Peak          | Spacewatch                           |
| 192409 –     | 1997 GX13           | 3 aprilie 1997     | Socorro            | LINEAR                               |
| 192410 –     | 1997 GD25           | 7 aprilie 1997     | Kitt Peak          | Spacewatch                           |
| 192411 –     | 1997 GX31           | 15 aprilie 1997    | Kitt Peak          | Spacewatch                           |
| 192412 –     | 1997 HQ7            | 30 aprilie 1997    | Socorro            | LINEAR                               |
| 192413 –     | 1997 HN9            | 30 aprilie 1997    | Socorro            | LINEAR                               |
| 192414 –     | 1997 LG17           | 8 iunie 1997       | La Silla           | E. W. Elst                           |
| 192415 –     | 1997 LM18           | 8 iunie 1997       | Kitt Peak          | Spacewatch                           |
| 192416 –     | 1997 MA1            | 28 iunie 1997      | Rand               | G. R. Viscome                        |
| 192417 –     | 1997 NS7            | 7 iulie 1997       | Kitt Peak          | Spacewatch                           |
| 192418 –     | 1997 PC3            | 10 august 1997     | Ondřejov           | P. Pravec                            |
| 192419 –     | 1997 SM18           | 28 septembrie 1997 | Kitt Peak          | Spacewatch                           |
| 192420 –     | 1997 SP20           | 28 septembrie 1997 | Kitt Peak          | Spacewatch                           |
| 192421 –     | 1997 SU20           | 28 septembrie 1997 | Kitt Peak          | Spacewatch                           |
| 192422 –     | 1997 SH21           | 29 septembrie 1997 | Kitt Peak          | Spacewatch                           |
| 192423 –     | 1997 SM26           | 28 septembrie 1997 | Kitt Peak          | Spacewatch                           |
| 192424 –     | 1997 SL30           | 30 septembrie 1997 | Kitt Peak          | Spacewatch                           |
| 192425 –     | 1997 ST35           | 29 septembrie 1997 | Kitt Peak          | Spacewatch                           |
| 192426 –     | 1997 TJ3            | 3 octombrie 1997   | Caussols           | ODAS                                 |
| 192427 –     | 1997 TD4            | 3 octombrie 1997   | Caussols           | ODAS                                 |
| 192428 –     | 1997 TZ5            | 2 octombrie 1997   | Caussols           | ODAS                                 |
| 192429 –     | 1997 TO9            | 2 octombrie 1997   | Kitt Peak          | Spacewatch                           |
| 192430 –     | 1997 TD13           | 3 octombrie 1997   | Kitt Peak          | Spacewatch                           |
| 192431 –     | 1997 TS21           | 4 octombrie 1997   | Kitt Peak          | Spacewatch                           |
| 192432 –     | 1997 TA24           | 11 octombrie 1997  | Kitt Peak          | Spacewatch                           |
| 192433 –     | 1997 TL26           | 8 octombrie 1997   | Uenohara           | N. Kawasato                          |
| 192434 –     | 1997 US1            | 23 octombrie 1997  | Kitt Peak          | Spacewatch                           |
| 192435 –     | 1997 UJ2            | 24 octombrie 1997  | Kitt Peak          | Spacewatch                           |
| 192436 –     | 1997 UU6            | 23 octombrie 1997  | Kitt Peak          | Spacewatch                           |
| 192437 –     | 1997 UA16           | 23 octombrie 1997  | Kitt Peak          | Spacewatch                           |
| 192438 –     | 1997 UN27           | 26 octombrie 1997  | Cima Ekar          | Cima Ekar                            |
| 192439 Cílek | 1997 VC             | 1 noiembrie 1997   | Kleť               | Kleť                                 |
| 192440       | 1997 VH7            | 2 noiembrie 1997   | Xinglong           | Beijing Schmidt CCD Asteroid Program |
| 192441       | 1997 WH1            | 19 noiembrie 1997  | Xinglong           | Beijing Schmidt CCD Asteroid Program |
| 192442 –     | 1997 WJ3            | 22 noiembrie 1997  | Kitt Peak          | Spacewatch                           |
| 192443 –     | 1997 WY5            | 23 noiembrie 1997  | Kitt Peak          | Spacewatch                           |
| 192444 –     | 1997 WY9            | 21 noiembrie 1997  | Kitt Peak          | Spacewatch                           |
| 192445 –     | 1997 WG14           | 22 noiembrie 1997  | Kitt Peak          | Spacewatch                           |
| 192446 –     | 1997 WA15           | 23 noiembrie 1997  | Kitt Peak          | Spacewatch                           |
| 192447 –     | 1997 WR15           | 23 noiembrie 1997  | Kitt Peak          | Spacewatch                           |
| 192448 –     | 1997 WY15           | 23 noiembrie 1997  | Kitt Peak          | Spacewatch                           |
| 192449 –     | 1997 WG20           | 25 noiembrie 1997  | Kitt Peak          | Spacewatch                           |
| 192450       | 1997 WY21           | 23 noiembrie 1997  | Xinglong           | Beijing Schmidt CCD Asteroid Program |
| 192451 –     | 1997 WQ42           | 29 noiembrie 1997  | Socorro            | LINEAR                               |
| 192452 –     | 1997 YQ2            | 21 decembrie 1997  | Chichibu           | N. Sato                              |
| 192453 –     | 1998 BV3            | 18 ianuarie 1998   | Kitt Peak          | Spacewatch                           |
| 192454 –     | 1998 BQ5            | 22 ianuarie 1998   | Kitt Peak          | Spacewatch                           |
| 192455 –     | 1998 BQ20           | 22 ianuarie 1998   | Kitt Peak          | Spacewatch                           |
| 192456 –     | 1998 BU23           | 26 ianuarie 1998   | Kitt Peak          | Spacewatch                           |
| 192457 –     | 1998 BM33           | 31 ianuarie 1998   | Oizumi             | T. Kobayashi                         |
| 192458 –     | 1998 DG1            | 19 februarie 1998  | Kleť               | Kleť                                 |
| 192459 –     | 1998 DS6            | 17 februarie 1998  | Kitt Peak          | Spacewatch                           |
| 192460 –     | 1998 DT16           | 22 februarie 1998  | Kitt Peak          | Spacewatch                           |
| 192461 –     | 1998 DE19           | 24 februarie 1998  | Kitt Peak          | Spacewatch                           |
| 192462       | 1998 EZ7            | 2 martie 1998      | Xinglong           | Beijing Schmidt CCD Asteroid Program |
| 192463 –     | 1998 FU4            | 23 martie 1998     | Kitt Peak          | Spacewatch                           |
| 192464 –     | 1998 FJ8            | 20 martie 1998     | Kitt Peak          | Spacewatch                           |
| 192465 –     | 1998 FM14           | 26 martie 1998     | Caussols           | ODAS                                 |
| 192466 –     | 1998 FJ16           | 30 martie 1998     | Kleť               | Kleť                                 |
| 192467 –     | 1998 FH28           | 20 martie 1998     | Socorro            | LINEAR                               |
| 192468 –     | 1998 FH40           | 20 martie 1998     | Socorro            | LINEAR                               |
| 192469 –     | 1998 FF48           | 20 martie 1998     | Socorro            | LINEAR                               |
| 192470 –     | 1998 FV53           | 20 martie 1998     | Socorro            | LINEAR                               |
| 192471 –     | 1998 FF59           | 20 martie 1998     | Socorro            | LINEAR                               |
| 192472 –     | 1998 FO64           | 20 martie 1998     | Socorro            | LINEAR                               |
| 192473 –     | 1998 FX71           | 20 martie 1998     | Socorro            | LINEAR                               |
| 192474 –     | 1998 FM72           | 20 martie 1998     | Socorro            | LINEAR                               |
| 192475 –     | 1998 FR122          | 20 martie 1998     | Socorro            | LINEAR                               |
| 192476 –     | 1998 FN133          | 20 martie 1998     | Socorro            | LINEAR                               |
| 192477 –     | 1998 FF134          | 20 martie 1998     | Socorro            | LINEAR                               |
| 192478 –     | 1998 FM138          | 28 martie 1998     | Socorro            | LINEAR                               |
| 192479 –     | 1998 FO138          | 28 martie 1998     | Socorro            | LINEAR                               |
| 192480 –     | 1998 FZ138          | 28 martie 1998     | Socorro            | LINEAR                               |
| 192481 –     | 1998 GQ2            | 2 aprilie 1998     | Socorro            | LINEAR                               |
| 192482 –     | 1998 GS8            | 2 aprilie 1998     | Socorro            | LINEAR                               |
| 192483 –     | 1998 HS2            | 20 aprilie 1998    | Kitt Peak          | Spacewatch                           |
| 192484 –     | 1998 HE4            | 19 aprilie 1998    | Kitt Peak          | Spacewatch                           |
| 192485 –     | 1998 HM5            | 22 aprilie 1998    | Kitt Peak          | Spacewatch                           |
| 192486 –     | 1998 HP7            | 23 aprilie 1998    | Socorro            | LINEAR                               |
| 192487 –     | 1998 HG11           | 18 aprilie 1998    | Kitt Peak          | Spacewatch                           |
| 192488 –     | 1998 HK22           | 20 aprilie 1998    | Socorro            | LINEAR                               |
| 192489 –     | 1998 HU22           | 20 aprilie 1998    | Socorro            | LINEAR                               |
| 192490 –     | 1998 HU23           | 28 aprilie 1998    | Kitt Peak          | Spacewatch                           |
| 192491 –     | 1998 HU27           | 22 aprilie 1998    | Kitt Peak          | Spacewatch                           |
| 192492 –     | 1998 HA35           | 20 aprilie 1998    | Socorro            | LINEAR                               |
| 192493 –     | 1998 HG42           | 24 aprilie 1998    | Kitt Peak          | Spacewatch                           |
| 192494 –     | 1998 HF62           | 21 aprilie 1998    | Socorro            | LINEAR                               |
| 192495 –     | 1998 HJ64           | 21 aprilie 1998    | Socorro            | LINEAR                               |
| 192496 –     | 1998 HS66           | 21 aprilie 1998    | Socorro            | LINEAR                               |
| 192497 –     | 1998 HJ89           | 21 aprilie 1998    | Socorro            | LINEAR                               |
| 192498 –     | 1998 KA7            | 22 mai 1998        | Anderson Mesa      | LONEOS                               |
| 192499 –     | 1998 KT10           | 22 mai 1998        | Kitt Peak          | Spacewatch                           |
| 192500 –     | 1998 KT15           | 22 mai 1998        | Socorro            | LINEAR                               |

## 192501–192600
| Denumire | Denumire provizorie | Data descoperirii  | Locul descoperirii  | Descoperitor(i)                      |
| -------- | ------------------- | ------------------ | ------------------- | ------------------------------------ |
| 192501 – | 1998 KD17           | 26 mai 1998        | Kitt Peak           | Spacewatch                           |
| 192502 – | 1998 KN26           | 26 mai 1998        | Kitt Peak           | Spacewatch                           |
| 192503 – | 1998 KO32           | 22 mai 1998        | Socorro             | LINEAR                               |
| 192504 – | 1998 MC14           | 20 iunie 1998      | Caussols            | ODAS                                 |
| 192505 – | 1998 MU14           | 20 iunie 1998      | Kitt Peak           | Spacewatch                           |
| 192506 – | 1998 MS48           | 25 iunie 1998      | Kitt Peak           | Spacewatch                           |
| 192507 – | 1998 MQ37           | 24 iunie 1998      | Anderson Mesa       | LONEOS                               |
| 192508 – | 1998 OP13           | 26 iulie 1998      | La Silla            | E. W. Elst                           |
| 192509   | 1998 QL5            | 22 august 1998     | Xinglong            | Beijing Schmidt CCD Asteroid Program |
| 192510   | 1998 QX29           | 25 august 1998     | Xinglong            | Beijing Schmidt CCD Asteroid Program |
| 192511 – | 1998 QR73           | 24 august 1998     | Socorro             | LINEAR                               |
| 192512 – | 1998 QB76           | 24 august 1998     | Socorro             | LINEAR                               |
| 192513 – | 1998 QZ103          | 26 august 1998     | La Silla            | E. W. Elst                           |
| 192514 – | 1998 RP12           | 14 septembrie 1998 | Kitt Peak           | Spacewatch                           |
| 192515   | 1998 RS15           | 1 septembrie 1998  | Xinglong            | Beijing Schmidt CCD Asteroid Program |
| 192516 – | 1998 RK16           | 10 septembrie 1998 | Caussols            | ODAS                                 |
| 192517 – | 1998 RF20           | 14 septembrie 1998 | Socorro             | LINEAR                               |
| 192518 – | 1998 RW29           | 14 septembrie 1998 | Socorro             | LINEAR                               |
| 192519 – | 1998 RE48           | 14 septembrie 1998 | Socorro             | LINEAR                               |
| 192520 – | 1998 RS63           | 14 septembrie 1998 | Socorro             | LINEAR                               |
| 192521 – | 1998 RK67           | 14 septembrie 1998 | Socorro             | LINEAR                               |
| 192522 – | 1998 RJ76           | 14 septembrie 1998 | Socorro             | LINEAR                               |
| 192523 – | 1998 RT80           | 13 septembrie 1998 | Kitt Peak           | Spacewatch                           |
| 192524 – | 1998 RY80           | 15 septembrie 1998 | Anderson Mesa       | LONEOS                               |
| 192525 – | 1998 SM12           | 21 septembrie 1998 | Višnjan Observatory | Višnjan Observatory                  |
| 192526 – | 1998 SP15           | 16 septembrie 1998 | Kitt Peak           | Spacewatch                           |
| 192527 – | 1998 ST17           | 17 septembrie 1998 | Kitt Peak           | Spacewatch                           |
| 192528 – | 1998 SG41           | 25 septembrie 1998 | Kitt Peak           | Spacewatch                           |
| 192529 – | 1998 SU48           | 27 septembrie 1998 | Kitt Peak           | Spacewatch                           |
| 192530 – | 1998 SE52           | 28 septembrie 1998 | Kitt Peak           | Spacewatch                           |
| 192531 – | 1998 SC62           | 18 septembrie 1998 | Anderson Mesa       | LONEOS                               |
| 192532 – | 1998 SZ63           | 20 septembrie 1998 | La Silla            | E. W. Elst                           |
| 192533 – | 1998 SB70           | 21 septembrie 1998 | Socorro             | LINEAR                               |
| 192534 – | 1998 SN80           | 26 septembrie 1998 | Socorro             | LINEAR                               |
| 192535 – | 1998 SW85           | 26 septembrie 1998 | Socorro             | LINEAR                               |
| 192536 – | 1998 SF88           | 26 septembrie 1998 | Socorro             | LINEAR                               |
| 192537 – | 1998 SL89           | 26 septembrie 1998 | Socorro             | LINEAR                               |
| 192538 – | 1998 SE97           | 26 septembrie 1998 | Socorro             | LINEAR                               |
| 192539 – | 1998 SC119          | 26 septembrie 1998 | Socorro             | LINEAR                               |
| 192540 – | 1998 SN120          | 26 septembrie 1998 | Socorro             | LINEAR                               |
| 192541 – | 1998 SY124          | 26 septembrie 1998 | Socorro             | LINEAR                               |
| 192542 – | 1998 SO144          | 20 septembrie 1998 | La Silla            | E. W. Elst                           |
| 192543 – | 1998 SD146          | 20 septembrie 1998 | La Silla            | E. W. Elst                           |
| 192544 – | 1998 SM157          | 26 septembrie 1998 | Socorro             | LINEAR                               |
| 192545 – | 1998 SS160          | 26 septembrie 1998 | Socorro             | LINEAR                               |
| 192546 – | 1998 TE1            | 12 octombrie 1998  | Kitt Peak           | Spacewatch                           |
| 192547 – | 1998 TW6            | 1 octombrie 1998   | Kitt Peak           | Spacewatch                           |
| 192548 – | 1998 TE7            | 14 octombrie 1998  | Caussols            | ODAS                                 |
| 192549 – | 1998 TJ14           | 14 octombrie 1998  | Kitt Peak           | Spacewatch                           |
| 192550 – | 1998 TC20           | 13 octombrie 1998  | Kitt Peak           | Spacewatch                           |
| 192551 – | 1998 TY24           | 14 octombrie 1998  | Kitt Peak           | Spacewatch                           |
| 192552 – | 1998 TP26           | 14 octombrie 1998  | Kitt Peak           | Spacewatch                           |
| 192553 – | 1998 TH27           | 15 octombrie 1998  | Kitt Peak           | Spacewatch                           |
| 192554 – | 1998 TU27           | 15 octombrie 1998  | Kitt Peak           | Spacewatch                           |
| 192555 – | 1998 TV27           | 15 octombrie 1998  | Kitt Peak           | Spacewatch                           |
| 192556 – | 1998 UP5            | 22 octombrie 1998  | Caussols            | ODAS                                 |
| 192557 – | 1998 UE13           | 18 octombrie 1998  | Kitt Peak           | Spacewatch                           |
| 192558   | 1998 UM44           | 17 octombrie 1998  | Xinglong            | Beijing Schmidt CCD Asteroid Program |
| 192559 – | 1998 VO             | 10 noiembrie 1998  | Socorro             | LINEAR                               |
| 192560 – | 1998 VT             | 11 noiembrie 1998  | Anderson Mesa       | LONEOS                               |
| 192561 – | 1998 VA9            | 10 noiembrie 1998  | Socorro             | LINEAR                               |
| 192562 – | 1998 VP17           | 10 noiembrie 1998  | Socorro             | LINEAR                               |
| 192563 – | 1998 WZ6            | 23 noiembrie 1998  | Oizumi              | T. Kobayashi                         |
| 192564 – | 1998 WL22           | 18 noiembrie 1998  | Socorro             | LINEAR                               |
| 192565 – | 1998 WS34           | 17 noiembrie 1998  | Kitt Peak           | Spacewatch                           |
| 192566 – | 1998 WA35           | 18 noiembrie 1998  | Kitt Peak           | Spacewatch                           |
| 192567 – | 1998 WD35           | 18 noiembrie 1998  | Kitt Peak           | Spacewatch                           |
| 192568 – | 1998 WZ35           | 19 noiembrie 1998  | Kitt Peak           | Spacewatch                           |
| 192569 – | 1998 WB36           | 19 noiembrie 1998  | Kitt Peak           | Spacewatch                           |
| 192570 – | 1998 WS36           | 19 noiembrie 1998  | Kitt Peak           | Spacewatch                           |
| 192571 – | 1998 WR38           | 21 noiembrie 1998  | Kitt Peak           | Spacewatch                           |
| 192572 – | 1998 WS40           | 23 noiembrie 1998  | Kitt Peak           | Spacewatch                           |
| 192573 – | 1998 XL             | 6 decembrie 1998   | San Marcello        | L. Tesi, A. Boattini                 |
| 192574 – | 1998 XQ6            | 8 decembrie 1998   | Kitt Peak           | Spacewatch                           |
| 192575 – | 1998 XM20           | 10 decembrie 1998  | Kitt Peak           | Spacewatch                           |
| 192576 – | 1998 XB22           | 10 decembrie 1998  | Kitt Peak           | Spacewatch                           |
| 192577 – | 1998 XT25           | 14 decembrie 1998  | Kitt Peak           | Spacewatch                           |
| 192578 – | 1998 XU61           | 15 decembrie 1998  | Kitt Peak           | Spacewatch                           |
| 192579 – | 1998 XN62           | 11 decembrie 1998  | Socorro             | LINEAR                               |
| 192580 – | 1998 XB98           | 10 decembrie 1998  | Kitt Peak           | Spacewatch                           |
| 192581 – | 1998 YH16           | 22 decembrie 1998  | Kitt Peak           | Spacewatch                           |
| 192582 – | 1998 YF18           | 25 decembrie 1998  | Kitt Peak           | Spacewatch                           |
| 192583   | 1999 AY9            | 13 ianuarie 1999   | Xinglong            | Beijing Schmidt CCD Asteroid Program |
| 192584 – | 1999 AY14           | 8 ianuarie 1999    | Kitt Peak           | Spacewatch                           |
| 192585 – | 1999 AX22           | 15 ianuarie 1999   | Catalina            | CSS                                  |
| 192586 – | 1999 AV29           | 13 ianuarie 1999   | Kitt Peak           | Spacewatch                           |
| 192587 – | 1999 AA31           | 14 ianuarie 1999   | Kitt Peak           | Spacewatch                           |
| 192588 – | 1999 BH1            | 18 ianuarie 1999   | Kleť                | Kleť                                 |
| 192589 – | 1999 BM11           | 20 ianuarie 1999   | Caussols            | ODAS                                 |
| 192590 – | 1999 BW11           | 21 ianuarie 1999   | Caussols            | ODAS                                 |
| 192591 – | 1999 CE8            | 13 februarie 1999  | Eskridge            | G. Hug, G. Bell                      |
| 192592 – | 1999 CB11           | 12 februarie 1999  | Socorro             | LINEAR                               |
| 192593 – | 1999 CJ26           | 10 februarie 1999  | Socorro             | LINEAR                               |
| 192594 – | 1999 CO37           | 10 februarie 1999  | Socorro             | LINEAR                               |
| 192595 – | 1999 CS47           | 10 februarie 1999  | Socorro             | LINEAR                               |
| 192596 – | 1999 CU87           | 10 februarie 1999  | Socorro             | LINEAR                               |
| 192597 – | 1999 CW95           | 10 februarie 1999  | Socorro             | LINEAR                               |
| 192598 – | 1999 CV126          | 11 februarie 1999  | Socorro             | LINEAR                               |
| 192599 – | 1999 CT137          | 9 februarie 1999   | Kitt Peak           | Spacewatch                           |
| 192600 – | 1999 CE147          | 9 februarie 1999   | Kitt Peak           | Spacewatch                           |

## 192601–192700
| Denumire        | Denumire provizorie | Data descoperirii  | Locul descoperirii  | Descoperitor(i)       |
| --------------- | ------------------- | ------------------ | ------------------- | --------------------- |
| 192601 –        | 1999 CK159          | 9 februarie 1999   | Kitt Peak           | Spacewatch            |
| 192602 –        | 1999 EQ2            | 10 martie 1999     | Kitt Peak           | Spacewatch            |
| 192603 –        | 1999 EA9            | 15 martie 1999     | Kitt Peak           | Spacewatch            |
| 192604 –        | 1999 EO13           | 10 martie 1999     | Kitt Peak           | Spacewatch            |
| 192605 –        | 1999 FE12           | 18 martie 1999     | Kitt Peak           | Spacewatch            |
| 192606 –        | 1999 FE42           | 20 martie 1999     | Socorro             | LINEAR                |
| 192607 –        | 1999 FB60           | 19 martie 1999     | Kitt Peak           | Spacewatch            |
| 192608 –        | 1999 FH60           | 19 martie 1999     | Caussols            | ODAS                  |
| 192609 –        | 1999 GY3            | 12 aprilie 1999    | Cocoa               | I. P. Griffin         |
| 192610 –        | 1999 GH10           | 11 aprilie 1999    | Kitt Peak           | Spacewatch            |
| 192611 –        | 1999 GX26           | 7 aprilie 1999     | Socorro             | LINEAR                |
| 192612 –        | 1999 GT39           | 12 aprilie 1999    | Socorro             | LINEAR                |
| 192613 –        | 1999 GL46           | 12 aprilie 1999    | Socorro             | LINEAR                |
| 192614 –        | 1999 GY54           | 6 aprilie 1999     | Kitt Peak           | Spacewatch            |
| 192615 –        | 1999 GP56           | 9 aprilie 1999     | Kitt Peak           | Spacewatch            |
| 192616 –        | 1999 GF58           | 7 aprilie 1999     | Socorro             | LINEAR                |
| 192617 –        | 1999 HX9            | 17 aprilie 1999    | Socorro             | LINEAR                |
| 192618 –        | 1999 JP4            | 10 mai 1999        | Socorro             | LINEAR                |
| 192619 –        | 1999 JQ4            | 10 mai 1999        | Socorro             | LINEAR                |
| 192620 –        | 1999 JV5            | 12 mai 1999        | Socorro             | LINEAR                |
| 192621 –        | 1999 JN11           | 10 mai 1999        | Socorro             | LINEAR                |
| 192622 –        | 1999 JW26           | 10 mai 1999        | Socorro             | LINEAR                |
| 192623 –        | 1999 JR36           | 10 mai 1999        | Socorro             | LINEAR                |
| 192624 –        | 1999 JJ44           | 10 mai 1999        | Socorro             | LINEAR                |
| 192625 –        | 1999 JS101          | 13 mai 1999        | Socorro             | LINEAR                |
| 192626 –        | 1999 JR133          | 14 mai 1999        | Catalina            | CSS                   |
| 192627 –        | 1999 KS             | 16 mai 1999        | Catalina            | CSS                   |
| 192628 –        | 1999 KK3            | 17 mai 1999        | Kitt Peak           | Spacewatch            |
| 192629 –        | 1999 KM11           | 18 mai 1999        | Socorro             | LINEAR                |
| 192630 –        | 1999 LL             | 5 iunie 1999       | Woomera             | F. B. Zoltowski       |
| 192631 –        | 1999 LG29           | 9 iunie 1999       | Kitt Peak           | Spacewatch            |
| 192632 –        | 1999 NL53           | 12 iulie 1999      | Socorro             | LINEAR                |
| 192633 –        | 1999 NT56           | 12 iulie 1999      | Socorro             | LINEAR                |
| 192634 –        | 1999 NF60           | 13 iulie 1999      | Socorro             | LINEAR                |
| 192635 –        | 1999 QT             | 17 august 1999     | Kitt Peak           | Spacewatch            |
| 192636 –        | 1999 QL2            | 31 august 1999     | Ondřejov            | L. Šarounová          |
| 192637 –        | 1999 RD6            | 3 septembrie 1999  | Kitt Peak           | Spacewatch            |
| 192638 –        | 1999 RC10           | 7 septembrie 1999  | Socorro             | LINEAR                |
| 192639 –        | 1999 RR20           | 7 septembrie 1999  | Socorro             | LINEAR                |
| 192640 –        | 1999 RY20           | 7 septembrie 1999  | Socorro             | LINEAR                |
| 192641 –        | 1999 RG23           | 7 septembrie 1999  | Socorro             | LINEAR                |
| 192642          | 1999 RD32           | 8 septembrie 1999  | Socorro             | LINEAR                |
| 192643 –        | 1999 RG39           | 6 septembrie 1999  | Catalina            | CSS                   |
| 192644 –        | 1999 RS39           | 7 septembrie 1999  | Catalina            | CSS                   |
| 192645 –        | 1999 RJ47           | 7 septembrie 1999  | Socorro             | LINEAR                |
| 192646 –        | 1999 RZ67           | 7 septembrie 1999  | Socorro             | LINEAR                |
| 192647 –        | 1999 RU71           | 7 septembrie 1999  | Socorro             | LINEAR                |
| 192648 –        | 1999 RO76           | 7 septembrie 1999  | Socorro             | LINEAR                |
| 192649 –        | 1999 RV78           | 7 septembrie 1999  | Socorro             | LINEAR                |
| 192650 –        | 1999 RF80           | 7 septembrie 1999  | Socorro             | LINEAR                |
| 192651 –        | 1999 RS80           | 7 septembrie 1999  | Socorro             | LINEAR                |
| 192652 –        | 1999 RM81           | 7 septembrie 1999  | Socorro             | LINEAR                |
| 192653 –        | 1999 RD103          | 8 septembrie 1999  | Socorro             | LINEAR                |
| 192654 –        | 1999 RZ106          | 8 septembrie 1999  | Socorro             | LINEAR                |
| 192655 –        | 1999 RQ107          | 8 septembrie 1999  | Socorro             | LINEAR                |
| 192656 –        | 1999 RF121          | 9 septembrie 1999  | Socorro             | LINEAR                |
| 192657 –        | 1999 RD125          | 9 septembrie 1999  | Socorro             | LINEAR                |
| 192658 –        | 1999 RU130          | 9 septembrie 1999  | Socorro             | LINEAR                |
| 192659 –        | 1999 RJ134          | 9 septembrie 1999  | Socorro             | LINEAR                |
| 192660 –        | 1999 RD150          | 9 septembrie 1999  | Socorro             | LINEAR                |
| 192661 –        | 1999 RU155          | 9 septembrie 1999  | Socorro             | LINEAR                |
| 192662 –        | 1999 RK161          | 9 septembrie 1999  | Socorro             | LINEAR                |
| 192663 –        | 1999 RS169          | 9 septembrie 1999  | Socorro             | LINEAR                |
| 192664 –        | 1999 RK179          | 16 septembrie 1999 | Socorro             | LINEAR                |
| 192665 –        | 1999 RS181          | 14 septembrie 1999 | Kitt Peak           | Spacewatch            |
| 192666 –        | 1999 RC189          | 9 septembrie 1999  | Socorro             | LINEAR                |
| 192667 –        | 1999 RC199          | 10 septembrie 1999 | Socorro             | LINEAR                |
| 192668 –        | 1999 RQ199          | 8 septembrie 1999  | Socorro             | LINEAR                |
| 192669 –        | 1999 RD203          | 8 septembrie 1999  | Socorro             | LINEAR                |
| 192670 –        | 1999 RR206          | 8 septembrie 1999  | Socorro             | LINEAR                |
| 192671 –        | 1999 RF213          | 11 septembrie 1999 | Socorro             | LINEAR                |
| 192672 –        | 1999 RW219          | 4 septembrie 1999  | Catalina            | CSS                   |
| 192673 –        | 1999 RD222          | 7 septembrie 1999  | Catalina            | CSS                   |
| 192674 –        | 1999 RB224          | 7 septembrie 1999  | Catalina            | CSS                   |
| 192675 –        | 1999 RG226          | 4 septembrie 1999  | Catalina            | CSS                   |
| 192676 –        | 1999 RK239          | 8 septembrie 1999  | Catalina            | CSS                   |
| 192677 –        | 1999 RR252          | 8 septembrie 1999  | Socorro             | LINEAR                |
| 192678 –        | 1999 SM10           | 30 septembrie 1999 | Socorro             | LINEAR                |
| 192679 –        | 1999 SO12           | 30 septembrie 1999 | Socorro             | LINEAR                |
| 192680 –        | 1999 SE17           | 30 septembrie 1999 | Catalina            | CSS                   |
| 192681 –        | 1999 SJ21           | 30 septembrie 1999 | Kitt Peak           | Spacewatch            |
| 192682 –        | 1999 SF26           | 30 septembrie 1999 | Kitt Peak           | Spacewatch            |
| 192683 –        | 1999 SO27           | 29 septembrie 1999 | Anderson Mesa       | LONEOS                |
| 192684 –        | 1999 TW6            | 6 octombrie 1999   | Višnjan Observatory | K. Korlević, M. Jurić |
| 192685 –        | 1999 TA8            | 7 octombrie 1999   | Črni Vrh            | Črni Vrh              |
| 192686 Aljuroma | 1999 TU17           | 15 octombrie 1999  | Bornheim            | N. Ehring             |
| 192687 –        | 1999 TC21           | 7 octombrie 1999   | Goodricke-Pigott    | R. A. Tucker          |
| 192688 –        | 1999 TQ22           | 3 octombrie 1999   | Kitt Peak           | Spacewatch            |
| 192689 –        | 1999 TF25           | 3 octombrie 1999   | Socorro             | LINEAR                |
| 192690 –        | 1999 TO35           | 4 octombrie 1999   | Socorro             | LINEAR                |
| 192691 –        | 1999 TY39           | 3 octombrie 1999   | Catalina            | CSS                   |
| 192692 –        | 1999 TH41           | 2 octombrie 1999   | Kitt Peak           | Spacewatch            |
| 192693 –        | 1999 TH42           | 3 octombrie 1999   | Kitt Peak           | Spacewatch            |
| 192694 –        | 1999 TM44           | 3 octombrie 1999   | Kitt Peak           | Spacewatch            |
| 192695 –        | 1999 TB48           | 4 octombrie 1999   | Kitt Peak           | Spacewatch            |
| 192696 –        | 1999 TO54           | 6 octombrie 1999   | Kitt Peak           | Spacewatch            |
| 192697 –        | 1999 TB60           | 7 octombrie 1999   | Kitt Peak           | Spacewatch            |
| 192698 –        | 1999 TF60           | 7 octombrie 1999   | Kitt Peak           | Spacewatch            |
| 192699 –        | 1999 TL60           | 7 octombrie 1999   | Kitt Peak           | Spacewatch            |
| 192700 –        | 1999 TJ61           | 7 octombrie 1999   | Kitt Peak           | Spacewatch            |

## 192701–192800
| Denumire | Denumire provizorie | Data descoperirii | Locul descoperirii | Descoperitor(i) |
| -------- | ------------------- | ----------------- | ------------------ | --------------- |
| 192701 – | 1999 TB63           | 7 octombrie 1999  | Kitt Peak          | Spacewatch      |
| 192702 – | 1999 TR67           | 8 octombrie 1999  | Kitt Peak          | Spacewatch      |
| 192703 – | 1999 TD77           | 10 octombrie 1999 | Kitt Peak          | Spacewatch      |
| 192704 – | 1999 TQ78           | 11 octombrie 1999 | Kitt Peak          | Spacewatch      |
| 192705 – | 1999 TN81           | 12 octombrie 1999 | Kitt Peak          | Spacewatch      |
| 192706 – | 1999 TX90           | 2 octombrie 1999  | Socorro            | LINEAR          |
| 192707 – | 1999 TM94           | 2 octombrie 1999  | Socorro            | LINEAR          |
| 192708 – | 1999 TW102          | 2 octombrie 1999  | Socorro            | LINEAR          |
| 192709 – | 1999 TM105          | 3 octombrie 1999  | Socorro            | LINEAR          |
| 192710 – | 1999 TF107          | 4 octombrie 1999  | Socorro            | LINEAR          |
| 192711 – | 1999 TJ107          | 4 octombrie 1999  | Socorro            | LINEAR          |
| 192712 – | 1999 TC112          | 4 octombrie 1999  | Socorro            | LINEAR          |
| 192713 – | 1999 TB124          | 4 octombrie 1999  | Socorro            | LINEAR          |
| 192714 – | 1999 TN125          | 4 octombrie 1999  | Socorro            | LINEAR          |
| 192715 – | 1999 TP127          | 4 octombrie 1999  | Socorro            | LINEAR          |
| 192716 – | 1999 TL130          | 6 octombrie 1999  | Socorro            | LINEAR          |
| 192717 – | 1999 TJ133          | 6 octombrie 1999  | Socorro            | LINEAR          |
| 192718 – | 1999 TM138          | 6 octombrie 1999  | Socorro            | LINEAR          |
| 192719 – | 1999 TT138          | 6 octombrie 1999  | Socorro            | LINEAR          |
| 192720 – | 1999 TA140          | 6 octombrie 1999  | Socorro            | LINEAR          |
| 192721 – | 1999 TH145          | 7 octombrie 1999  | Socorro            | LINEAR          |
| 192722 – | 1999 TW145          | 7 octombrie 1999  | Socorro            | LINEAR          |
| 192723 – | 1999 TS149          | 7 octombrie 1999  | Socorro            | LINEAR          |
| 192724 – | 1999 TF157          | 9 octombrie 1999  | Socorro            | LINEAR          |
| 192725 – | 1999 TZ159          | 9 octombrie 1999  | Socorro            | LINEAR          |
| 192726 – | 1999 TJ161          | 9 octombrie 1999  | Socorro            | LINEAR          |
| 192727 – | 1999 TS169          | 10 octombrie 1999 | Socorro            | LINEAR          |
| 192728 – | 1999 TU169          | 10 octombrie 1999 | Socorro            | LINEAR          |
| 192729 – | 1999 TR182          | 11 octombrie 1999 | Socorro            | LINEAR          |
| 192730 – | 1999 TR188          | 12 octombrie 1999 | Socorro            | LINEAR          |
| 192731 – | 1999 TG190          | 12 octombrie 1999 | Socorro            | LINEAR          |
| 192732 – | 1999 TF192          | 12 octombrie 1999 | Socorro            | LINEAR          |
| 192733 – | 1999 TV192          | 12 octombrie 1999 | Socorro            | LINEAR          |
| 192734 – | 1999 TD193          | 12 octombrie 1999 | Socorro            | LINEAR          |
| 192735 – | 1999 TK193          | 12 octombrie 1999 | Socorro            | LINEAR          |
| 192736 – | 1999 TQ201          | 13 octombrie 1999 | Socorro            | LINEAR          |
| 192737 – | 1999 TR205          | 13 octombrie 1999 | Socorro            | LINEAR          |
| 192738 – | 1999 TU212          | 15 octombrie 1999 | Socorro            | LINEAR          |
| 192739 – | 1999 TZ213          | 15 octombrie 1999 | Socorro            | LINEAR          |
| 192740 – | 1999 TF214          | 15 octombrie 1999 | Socorro            | LINEAR          |
| 192741 – | 1999 TX214          | 15 octombrie 1999 | Socorro            | LINEAR          |
| 192742 – | 1999 TL215          | 15 octombrie 1999 | Socorro            | LINEAR          |
| 192743 – | 1999 TG225          | 2 octombrie 1999  | Kitt Peak          | Spacewatch      |
| 192744 – | 1999 TQ225          | 2 octombrie 1999  | Kitt Peak          | Spacewatch      |
| 192745 – | 1999 TO226          | 3 octombrie 1999  | Kitt Peak          | Spacewatch      |
| 192746 – | 1999 TT237          | 4 octombrie 1999  | Kitt Peak          | Spacewatch      |
| 192747 – | 1999 TX242          | 4 octombrie 1999  | Kitt Peak          | Spacewatch      |
| 192748 – | 1999 TX249          | 9 octombrie 1999  | Catalina           | CSS             |
| 192749 – | 1999 TN251          | 9 octombrie 1999  | Catalina           | CSS             |
| 192750 – | 1999 TB254          | 11 octombrie 1999 | Kitt Peak          | Spacewatch      |
| 192751 – | 1999 TF255          | 9 octombrie 1999  | Kitt Peak          | Spacewatch      |
| 192752 – | 1999 TH256          | 9 octombrie 1999  | Socorro            | LINEAR          |
| 192753 – | 1999 TD259          | 9 octombrie 1999  | Socorro            | LINEAR          |
| 192754 – | 1999 TU262          | 15 octombrie 1999 | Kitt Peak          | Spacewatch      |
| 192755 – | 1999 TL265          | 3 octombrie 1999  | Socorro            | LINEAR          |
| 192756 – | 1999 TQ268          | 3 octombrie 1999  | Socorro            | LINEAR          |
| 192757 – | 1999 TH270          | 3 octombrie 1999  | Socorro            | LINEAR          |
| 192758 – | 1999 TU271          | 3 octombrie 1999  | Socorro            | LINEAR          |
| 192759 – | 1999 TK280          | 8 octombrie 1999  | Socorro            | LINEAR          |
| 192760 – | 1999 TH289          | 10 octombrie 1999 | Socorro            | LINEAR          |
| 192761 – | 1999 TR292          | 12 octombrie 1999 | Socorro            | LINEAR          |
| 192762 – | 1999 TR293          | 12 octombrie 1999 | Socorro            | LINEAR          |
| 192763 – | 1999 TW297          | 2 octombrie 1999  | Kitt Peak          | Spacewatch      |
| 192764 – | 1999 TF302          | 3 octombrie 1999  | Catalina           | CSS             |
| 192765 – | 1999 TV313          | 9 octombrie 1999  | Socorro            | LINEAR          |
| 192766 – | 1999 TH315          | 9 octombrie 1999  | Socorro            | LINEAR          |
| 192767 – | 1999 TV319          | 9 octombrie 1999  | Kitt Peak          | Spacewatch      |
| 192768 – | 1999 TB320          | 10 octombrie 1999 | Socorro            | LINEAR          |
| 192769 – | 1999 TF321          | 11 octombrie 1999 | Kitt Peak          | Spacewatch      |
| 192770 – | 1999 TB322          | 8 octombrie 1999  | Anderson Mesa      | LONEOS          |
| 192771 – | 1999 UY6            | 29 octombrie 1999 | Kitt Peak          | Spacewatch      |
| 192772 – | 1999 UH11           | 31 octombrie 1999 | Bergisch Gladbach  | W. Bickel       |
| 192773 – | 1999 UB12           | 29 octombrie 1999 | Kitt Peak          | Spacewatch      |
| 192774 – | 1999 UY12           | 29 octombrie 1999 | Catalina           | CSS             |
| 192775 – | 1999 UE16           | 29 octombrie 1999 | Catalina           | CSS             |
| 192776 – | 1999 UQ16           | 29 octombrie 1999 | Catalina           | CSS             |
| 192777 – | 1999 UU17           | 30 octombrie 1999 | Kitt Peak          | Spacewatch      |
| 192778 – | 1999 UW19           | 31 octombrie 1999 | Kitt Peak          | Spacewatch      |
| 192779 – | 1999 UO24           | 28 octombrie 1999 | Catalina           | CSS             |
| 192780 – | 1999 UY24           | 28 octombrie 1999 | Catalina           | CSS             |
| 192781 – | 1999 UG25           | 28 octombrie 1999 | Catalina           | CSS             |
| 192782 – | 1999 UU25           | 30 octombrie 1999 | Catalina           | CSS             |
| 192783 – | 1999 UV26           | 30 octombrie 1999 | Catalina           | CSS             |
| 192784 – | 1999 UH27           | 30 octombrie 1999 | Kitt Peak          | Spacewatch      |
| 192785 – | 1999 UK30           | 31 octombrie 1999 | Kitt Peak          | Spacewatch      |
| 192786 – | 1999 UW30           | 31 octombrie 1999 | Kitt Peak          | Spacewatch      |
| 192787 – | 1999 UE34           | 31 octombrie 1999 | Kitt Peak          | Spacewatch      |
| 192788 – | 1999 UH34           | 31 octombrie 1999 | Kitt Peak          | Spacewatch      |
| 192789 – | 1999 UA35           | 31 octombrie 1999 | Kitt Peak          | Spacewatch      |
| 192790 – | 1999 UC35           | 31 octombrie 1999 | Kitt Peak          | Spacewatch      |
| 192791 – | 1999 UX41           | 19 octombrie 1999 | Kitt Peak          | Spacewatch      |
| 192792 – | 1999 UT45           | 31 octombrie 1999 | Catalina           | CSS             |
| 192793 – | 1999 UT54           | 19 octombrie 1999 | Kitt Peak          | Spacewatch      |
| 192794 – | 1999 UY54           | 19 octombrie 1999 | Kitt Peak          | Spacewatch      |
| 192795 – | 1999 UX55           | 19 octombrie 1999 | Kitt Peak          | Spacewatch      |
| 192796 – | 1999 UR56           | 28 octombrie 1999 | Catalina           | CSS             |
| 192797 – | 1999 US56           | 28 octombrie 1999 | Catalina           | CSS             |
| 192798 – | 1999 UV58           | 30 octombrie 1999 | Kitt Peak          | Spacewatch      |
| 192799 – | 1999 VB1            | 4 noiembrie 1999  | Powell             | Powell          |
| 192800 – | 1999 VZ3            | 1 noiembrie 1999  | Catalina           | CSS             |

## 192801–192900
| Denumire | Denumire provizorie | Data descoperirii | Locul descoperirii  | Descoperitor(i)      |
| -------- | ------------------- | ----------------- | ------------------- | -------------------- |
| 192801 – | 1999 VG4            | 1 noiembrie 1999  | Catalina            | CSS                  |
| 192802 – | 1999 VO16           | 2 noiembrie 1999  | Kitt Peak           | Spacewatch           |
| 192803 – | 1999 VF21           | 10 noiembrie 1999 | Višnjan Observatory | K. Korlević          |
| 192804 – | 1999 VZ31           | 3 noiembrie 1999  | Socorro             | LINEAR               |
| 192805 – | 1999 VX44           | 4 noiembrie 1999  | Catalina            | CSS                  |
| 192806 – | 1999 VR45           | 4 noiembrie 1999  | Catalina            | CSS                  |
| 192807 – | 1999 VX56           | 4 noiembrie 1999  | Socorro             | LINEAR               |
| 192808 – | 1999 VO59           | 4 noiembrie 1999  | Socorro             | LINEAR               |
| 192809 – | 1999 VW61           | 4 noiembrie 1999  | Socorro             | LINEAR               |
| 192810 – | 1999 VL63           | 4 noiembrie 1999  | Socorro             | LINEAR               |
| 192811 – | 1999 VC68           | 4 noiembrie 1999  | Socorro             | LINEAR               |
| 192812 – | 1999 VO69           | 4 noiembrie 1999  | Socorro             | LINEAR               |
| 192813 – | 1999 VO70           | 4 noiembrie 1999  | Socorro             | LINEAR               |
| 192814 – | 1999 VG71           | 4 noiembrie 1999  | Socorro             | LINEAR               |
| 192815 – | 1999 VP76           | 5 noiembrie 1999  | Kitt Peak           | Spacewatch           |
| 192816 – | 1999 VR76           | 5 noiembrie 1999  | Kitt Peak           | Spacewatch           |
| 192817 – | 1999 VQ79           | 4 noiembrie 1999  | Socorro             | LINEAR               |
| 192818 – | 1999 VK81           | 4 noiembrie 1999  | Socorro             | LINEAR               |
| 192819 – | 1999 VK82           | 5 noiembrie 1999  | Socorro             | LINEAR               |
| 192820 – | 1999 VO82           | 5 noiembrie 1999  | Socorro             | LINEAR               |
| 192821 – | 1999 VU82           | 1 noiembrie 1999  | Kitt Peak           | Spacewatch           |
| 192822 – | 1999 VP88           | 4 noiembrie 1999  | Socorro             | LINEAR               |
| 192823 – | 1999 VD89           | 4 noiembrie 1999  | Socorro             | LINEAR               |
| 192824 – | 1999 VD91           | 5 noiembrie 1999  | Socorro             | LINEAR               |
| 192825 – | 1999 VT91           | 7 noiembrie 1999  | Socorro             | LINEAR               |
| 192826 – | 1999 VO94           | 9 noiembrie 1999  | Socorro             | LINEAR               |
| 192827 – | 1999 VJ97           | 9 noiembrie 1999  | Socorro             | LINEAR               |
| 192828 – | 1999 VJ99           | 9 noiembrie 1999  | Socorro             | LINEAR               |
| 192829 – | 1999 VL100          | 9 noiembrie 1999  | Socorro             | LINEAR               |
| 192830 – | 1999 VU101          | 9 noiembrie 1999  | Socorro             | LINEAR               |
| 192831 – | 1999 VY101          | 9 noiembrie 1999  | Socorro             | LINEAR               |
| 192832 – | 1999 VF102          | 9 noiembrie 1999  | Socorro             | LINEAR               |
| 192833 – | 1999 VP107          | 9 noiembrie 1999  | Socorro             | LINEAR               |
| 192834 – | 1999 VZ117          | 9 noiembrie 1999  | Kitt Peak           | Spacewatch           |
| 192835 – | 1999 VB118          | 9 noiembrie 1999  | Kitt Peak           | Spacewatch           |
| 192836 – | 1999 VC121          | 4 noiembrie 1999  | Kitt Peak           | Spacewatch           |
| 192837 – | 1999 VL125          | 6 noiembrie 1999  | Kitt Peak           | Spacewatch           |
| 192838 – | 1999 VQ130          | 9 noiembrie 1999  | Kitt Peak           | Spacewatch           |
| 192839 – | 1999 VK132          | 9 noiembrie 1999  | Kitt Peak           | Spacewatch           |
| 192840 – | 1999 VN137          | 12 noiembrie 1999 | Socorro             | LINEAR               |
| 192841 – | 1999 VV138          | 9 noiembrie 1999  | Kitt Peak           | Spacewatch           |
| 192842 – | 1999 VC143          | 13 noiembrie 1999 | Kitt Peak           | Spacewatch           |
| 192843 – | 1999 VM148          | 14 noiembrie 1999 | Socorro             | LINEAR               |
| 192844 – | 1999 VD152          | 9 noiembrie 1999  | Kitt Peak           | Spacewatch           |
| 192845 – | 1999 VX154          | 13 noiembrie 1999 | Kitt Peak           | Spacewatch           |
| 192846 – | 1999 VK155          | 15 noiembrie 1999 | Kitt Peak           | Spacewatch           |
| 192847 – | 1999 VK156          | 12 noiembrie 1999 | Socorro             | LINEAR               |
| 192848 – | 1999 VD157          | 12 noiembrie 1999 | Socorro             | LINEAR               |
| 192849 – | 1999 VS161          | 14 noiembrie 1999 | Socorro             | LINEAR               |
| 192850 – | 1999 VH166          | 14 noiembrie 1999 | Socorro             | LINEAR               |
| 192851 – | 1999 VL175          | 10 noiembrie 1999 | Kitt Peak           | Spacewatch           |
| 192852 – | 1999 VD176          | 2 noiembrie 1999  | Catalina            | CSS                  |
| 192853 – | 1999 VU176          | 5 noiembrie 1999  | Socorro             | LINEAR               |
| 192854 – | 1999 VA178          | 6 noiembrie 1999  | Socorro             | LINEAR               |
| 192855 – | 1999 VT187          | 15 noiembrie 1999 | Socorro             | LINEAR               |
| 192856 – | 1999 VG190          | 15 noiembrie 1999 | Socorro             | LINEAR               |
| 192857 – | 1999 VX198          | 3 noiembrie 1999  | Catalina            | CSS                  |
| 192858 – | 1999 VT201          | 3 noiembrie 1999  | Socorro             | LINEAR               |
| 192859 – | 1999 VB213          | 12 noiembrie 1999 | Socorro             | LINEAR               |
| 192860 – | 1999 VS219          | 5 noiembrie 1999  | Kitt Peak           | Spacewatch           |
| 192861 – | 1999 VO220          | 3 noiembrie 1999  | Socorro             | LINEAR               |
| 192862 – | 1999 VE223          | 5 noiembrie 1999  | Socorro             | LINEAR               |
| 192863 – | 1999 WR5            | 29 noiembrie 1999 | Kitt Peak           | Spacewatch           |
| 192864 – | 1999 WP9            | 30 noiembrie 1999 | Chiyoda             | T. Kojima            |
| 192865 – | 1999 WL15           | 29 noiembrie 1999 | Kitt Peak           | Spacewatch           |
| 192866 – | 1999 WS16           | 30 noiembrie 1999 | Kitt Peak           | Spacewatch           |
| 192867 – | 1999 WS18           | 30 noiembrie 1999 | Kitt Peak           | Spacewatch           |
| 192868 – | 1999 WZ18           | 30 noiembrie 1999 | Kitt Peak           | Spacewatch           |
| 192869 – | 1999 XB14           | 5 decembrie 1999  | Socorro             | LINEAR               |
| 192870 – | 1999 XE19           | 3 decembrie 1999  | Socorro             | LINEAR               |
| 192871 – | 1999 XV20           | 5 decembrie 1999  | Socorro             | LINEAR               |
| 192872 – | 1999 XK25           | 6 decembrie 1999  | Socorro             | LINEAR               |
| 192873 – | 1999 XJ27           | 6 decembrie 1999  | Socorro             | LINEAR               |
| 192874 – | 1999 XN30           | 6 decembrie 1999  | Socorro             | LINEAR               |
| 192875 – | 1999 XF39           | 6 decembrie 1999  | Socorro             | LINEAR               |
| 192876 – | 1999 XE43           | 7 decembrie 1999  | Socorro             | LINEAR               |
| 192877 – | 1999 XP46           | 7 decembrie 1999  | Socorro             | LINEAR               |
| 192878 – | 1999 XD47           | 7 decembrie 1999  | Socorro             | LINEAR               |
| 192879 – | 1999 XX52           | 7 decembrie 1999  | Socorro             | LINEAR               |
| 192880 – | 1999 XP59           | 7 decembrie 1999  | Socorro             | LINEAR               |
| 192881 – | 1999 XR59           | 7 decembrie 1999  | Socorro             | LINEAR               |
| 192882 – | 1999 XT61           | 7 decembrie 1999  | Socorro             | LINEAR               |
| 192883 – | 1999 XT67           | 7 decembrie 1999  | Socorro             | LINEAR               |
| 192884 – | 1999 XJ75           | 7 decembrie 1999  | Socorro             | LINEAR               |
| 192885 – | 1999 XA94           | 7 decembrie 1999  | Socorro             | LINEAR               |
| 192886 – | 1999 XR100          | 7 decembrie 1999  | Socorro             | LINEAR               |
| 192887   | 1999 XZ103          | 3 decembrie 1999  | Nachi-Katsuura      | Y. Shimizu, T. Urata |
| 192888 – | 1999 XB113          | 11 decembrie 1999 | Socorro             | LINEAR               |
| 192889 – | 1999 XA115          | 11 decembrie 1999 | Socorro             | LINEAR               |
| 192890 – | 1999 XP115          | 5 decembrie 1999  | Catalina            | CSS                  |
| 192891 – | 1999 XK117          | 5 decembrie 1999  | Catalina            | CSS                  |
| 192892 – | 1999 XZ118          | 5 decembrie 1999  | Catalina            | CSS                  |
| 192893 – | 1999 XM122          | 7 decembrie 1999  | Catalina            | CSS                  |
| 192894 – | 1999 XU130          | 12 decembrie 1999 | Socorro             | LINEAR               |
| 192895 – | 1999 XS134          | 5 decembrie 1999  | Socorro             | LINEAR               |
| 192896 – | 1999 XW137          | 2 decembrie 1999  | Kitt Peak           | Spacewatch           |
| 192897 – | 1999 XH142          | 12 decembrie 1999 | Socorro             | LINEAR               |
| 192898 – | 1999 XB145          | 7 decembrie 1999  | Kitt Peak           | Spacewatch           |
| 192899 – | 1999 XE146          | 7 decembrie 1999  | Kitt Peak           | Spacewatch           |
| 192900 – | 1999 XN151          | 7 decembrie 1999  | Kitt Peak           | Spacewatch           |

## 192901–193000
| Denumire | Denumire provizorie | Data descoperirii | Locul descoperirii  | Descoperitor(i)       |
| -------- | ------------------- | ----------------- | ------------------- | --------------------- |
| 192901 – | 1999 XR151          | 7 decembrie 1999  | Kitt Peak           | Spacewatch            |
| 192902 – | 1999 XC156          | 8 decembrie 1999  | Socorro             | LINEAR                |
| 192903 – | 1999 XX177          | 10 decembrie 1999 | Socorro             | LINEAR                |
| 192904 – | 1999 XG185          | 12 decembrie 1999 | Socorro             | LINEAR                |
| 192905 – | 1999 XU210          | 13 decembrie 1999 | Socorro             | LINEAR                |
| 192906 – | 1999 XJ213          | 14 decembrie 1999 | Socorro             | LINEAR                |
| 192907 – | 1999 XU213          | 14 decembrie 1999 | Socorro             | LINEAR                |
| 192908 – | 1999 XG223          | 13 decembrie 1999 | Kitt Peak           | Spacewatch            |
| 192909 – | 1999 XD227          | 15 decembrie 1999 | Kitt Peak           | Spacewatch            |
| 192910 – | 1999 XG233          | 2 decembrie 1999  | Anderson Mesa       | LONEOS                |
| 192911 – | 1999 XB237          | 5 decembrie 1999  | Kitt Peak           | Spacewatch            |
| 192912 – | 1999 XU245          | 5 decembrie 1999  | Socorro             | LINEAR                |
| 192913 – | 1999 XC247          | 5 decembrie 1999  | Kitt Peak           | Spacewatch            |
| 192914 – | 1999 XY247          | 6 decembrie 1999  | Socorro             | LINEAR                |
| 192915 – | 1999 XD251          | 5 decembrie 1999  | Kitt Peak           | Spacewatch            |
| 192916 – | 1999 XR256          | 7 decembrie 1999  | Catalina            | CSS                   |
| 192917 – | 1999 YA4            | 19 decembrie 1999 | Socorro             | LINEAR                |
| 192918 – | 1999 YV9            | 27 decembrie 1999 | Kitt Peak           | Spacewatch            |
| 192919 – | 1999 YH10           | 27 decembrie 1999 | Kitt Peak           | Spacewatch            |
| 192920 – | 1999 YT10           | 27 decembrie 1999 | Kitt Peak           | Spacewatch            |
| 192921 – | 1999 YD11           | 27 decembrie 1999 | Kitt Peak           | Spacewatch            |
| 192922 – | 1999 YM14           | 30 decembrie 1999 | Socorro             | LINEAR                |
| 192923 – | 1999 YY14           | 30 decembrie 1999 | Monte Agliale       | S. Donati             |
| 192924 – | 1999 YU20           | 30 decembrie 1999 | Mauna Kea           | C. Veillet            |
| 192925 – | 1999 YU25           | 27 decembrie 1999 | Kitt Peak           | Spacewatch            |
| 192926 – | 2000 AN5            | 4 ianuarie 2000   | Višnjan Observatory | K. Korlević           |
| 192927 – | 2000 AH6            | 3 ianuarie 2000   | San Marcello        | A. Boattini, G. Forti |
| 192928 – | 2000 AP6            | 5 ianuarie 2000   | Kleť                | Kleť                  |
| 192929 – | 2000 AT44           | 5 ianuarie 2000   | Kitt Peak           | Spacewatch            |
| 192930 – | 2000 AV52           | 4 ianuarie 2000   | Socorro             | LINEAR                |
| 192931 – | 2000 AW71           | 5 ianuarie 2000   | Socorro             | LINEAR                |
| 192932 – | 2000 AO92           | 2 ianuarie 2000   | Socorro             | LINEAR                |
| 192933 – | 2000 AN111          | 5 ianuarie 2000   | Socorro             | LINEAR                |
| 192934 – | 2000 AY121          | 5 ianuarie 2000   | Socorro             | LINEAR                |
| 192935 – | 2000 AZ149          | 7 ianuarie 2000   | Socorro             | LINEAR                |
| 192936 – | 2000 AV153          | 2 ianuarie 2000   | Socorro             | LINEAR                |
| 192937 – | 2000 AS170          | 7 ianuarie 2000   | Socorro             | LINEAR                |
| 192938 – | 2000 AJ185          | 7 ianuarie 2000   | Socorro             | LINEAR                |
| 192939 – | 2000 AK188          | 8 ianuarie 2000   | Socorro             | LINEAR                |
| 192940 – | 2000 AG206          | 3 ianuarie 2000   | Kitt Peak           | Spacewatch            |
| 192941 – | 2000 AD207          | 3 ianuarie 2000   | Kitt Peak           | Spacewatch            |
| 192942 – | 2000 AB219          | 8 ianuarie 2000   | Kitt Peak           | Spacewatch            |
| 192943 – | 2000 AJ223          | 9 ianuarie 2000   | Kitt Peak           | Spacewatch            |
| 192944 – | 2000 AC226          | 12 ianuarie 2000  | Kitt Peak           | Spacewatch            |
| 192945 – | 2000 AD227          | 10 ianuarie 2000  | Kitt Peak           | Spacewatch            |
| 192946 – | 2000 AQ230          | 3 ianuarie 2000   | Socorro             | LINEAR                |
| 192947 – | 2000 AR250          | 2 ianuarie 2000   | Kitt Peak           | Spacewatch            |
| 192948 – | 2000 BA             | 16 ianuarie 2000  | Prescott            | P. G. Comba           |
| 192949 – | 2000 BP1            | 27 ianuarie 2000  | Kitt Peak           | Spacewatch            |
| 192950 – | 2000 BQ2            | 28 ianuarie 2000  | Socorro             | LINEAR                |
| 192951 – | 2000 BK7            | 29 ianuarie 2000  | Socorro             | LINEAR                |
| 192952 – | 2000 BZ18           | 30 ianuarie 2000  | Socorro             | LINEAR                |
| 192953 – | 2000 BJ21           | 29 ianuarie 2000  | Kitt Peak           | Spacewatch            |
| 192954 – | 2000 BF22           | 30 ianuarie 2000  | Kitt Peak           | Spacewatch            |
| 192955 – | 2000 BX39           | 27 ianuarie 2000  | Kitt Peak           | Spacewatch            |
| 192956 – | 2000 CF8            | 2 februarie 2000  | Socorro             | LINEAR                |
| 192957 – | 2000 CC35           | 2 februarie 2000  | Socorro             | LINEAR                |
| 192958 – | 2000 CY68           | 1 februarie 2000  | Kitt Peak           | Spacewatch            |
| 192959 – | 2000 CW71           | 7 februarie 2000  | Kitt Peak           | Spacewatch            |
| 192960 – | 2000 CY77           | 7 februarie 2000  | Kitt Peak           | Spacewatch            |
| 192961 – | 2000 CH80           | 4 februarie 2000  | Socorro             | LINEAR                |
| 192962 – | 2000 CF101          | 12 februarie 2000 | Kitt Peak           | Spacewatch            |
| 192963 – | 2000 CO110          | 6 februarie 2000  | Socorro             | LINEAR                |
| 192964 – | 2000 CF127          | 2 februarie 2000  | Socorro             | LINEAR                |
| 192965 – | 2000 CP129          | 3 februarie 2000  | Kitt Peak           | Spacewatch            |
| 192966 – | 2000 CS140          | 6 februarie 2000  | Kitt Peak           | Spacewatch            |
| 192967 – | 2000 DF9            | 26 februarie 2000 | Kitt Peak           | Spacewatch            |
| 192968 – | 2000 DP9            | 26 februarie 2000 | Kitt Peak           | Spacewatch            |
| 192969 – | 2000 DH10           | 26 februarie 2000 | Kitt Peak           | Spacewatch            |
| 192970 – | 2000 DV10           | 26 februarie 2000 | Kitt Peak           | Spacewatch            |
| 192971 – | 2000 DE14           | 28 februarie 2000 | Kitt Peak           | Spacewatch            |
| 192972 – | 2000 DH20           | 29 februarie 2000 | Socorro             | LINEAR                |
| 192973 – | 2000 DL23           | 29 februarie 2000 | Socorro             | LINEAR                |
| 192974 – | 2000 DF30           | 29 februarie 2000 | Socorro             | LINEAR                |
| 192975 – | 2000 DC33           | 29 februarie 2000 | Socorro             | LINEAR                |
| 192976 – | 2000 DB37           | 29 februarie 2000 | Socorro             | LINEAR                |
| 192977 – | 2000 DM39           | 29 februarie 2000 | Socorro             | LINEAR                |
| 192978 – | 2000 DO41           | 29 februarie 2000 | Socorro             | LINEAR                |
| 192979 – | 2000 DG50           | 29 februarie 2000 | Socorro             | LINEAR                |
| 192980 – | 2000 DF57           | 29 februarie 2000 | Socorro             | LINEAR                |
| 192981 – | 2000 DK57           | 29 februarie 2000 | Socorro             | LINEAR                |
| 192982 – | 2000 DX59           | 29 februarie 2000 | Socorro             | LINEAR                |
| 192983 – | 2000 DK64           | 29 februarie 2000 | Socorro             | LINEAR                |
| 192984 – | 2000 DM64           | 29 februarie 2000 | Socorro             | LINEAR                |
| 192985 – | 2000 DA65           | 29 februarie 2000 | Socorro             | LINEAR                |
| 192986 – | 2000 DM65           | 29 februarie 2000 | Socorro             | LINEAR                |
| 192987 – | 2000 DD67           | 29 februarie 2000 | Socorro             | LINEAR                |
| 192988 – | 2000 DN70           | 29 februarie 2000 | Socorro             | LINEAR                |
| 192989 – | 2000 DX72           | 29 februarie 2000 | Socorro             | LINEAR                |
| 192990 – | 2000 DK75           | 29 februarie 2000 | Socorro             | LINEAR                |
| 192991 – | 2000 DG78           | 29 februarie 2000 | Socorro             | LINEAR                |
| 192992 – | 2000 DR87           | 29 februarie 2000 | Socorro             | LINEAR                |
| 192993 – | 2000 DF90           | 27 februarie 2000 | Kitt Peak           | Spacewatch            |
| 192994 – | 2000 DQ90           | 27 februarie 2000 | Kitt Peak           | Spacewatch            |
| 192995 – | 2000 DT92           | 28 februarie 2000 | Kitt Peak           | Spacewatch            |
| 192996 – | 2000 DW108          | 29 februarie 2000 | Socorro             | LINEAR                |
| 192997 – | 2000 DP109          | 29 februarie 2000 | Socorro             | LINEAR                |
| 192998 – | 2000 DJ110          | 25 februarie 2000 | Uccle               | T. Pauwels            |
| 192999 – | 2000 DG111          | 29 februarie 2000 | Socorro             | LINEAR                |
| 193000 – | 2000 DW112          | 25 februarie 2000 | Kitt Peak           | Spacewatch            |

| Predecesor: 191001–192000 | Lista planetelor minore 192001–193000 Semnificații ale numelor: 192001–193000 | Succesor: 193001–194000 |